# Folkhemsarkitektur och byggande

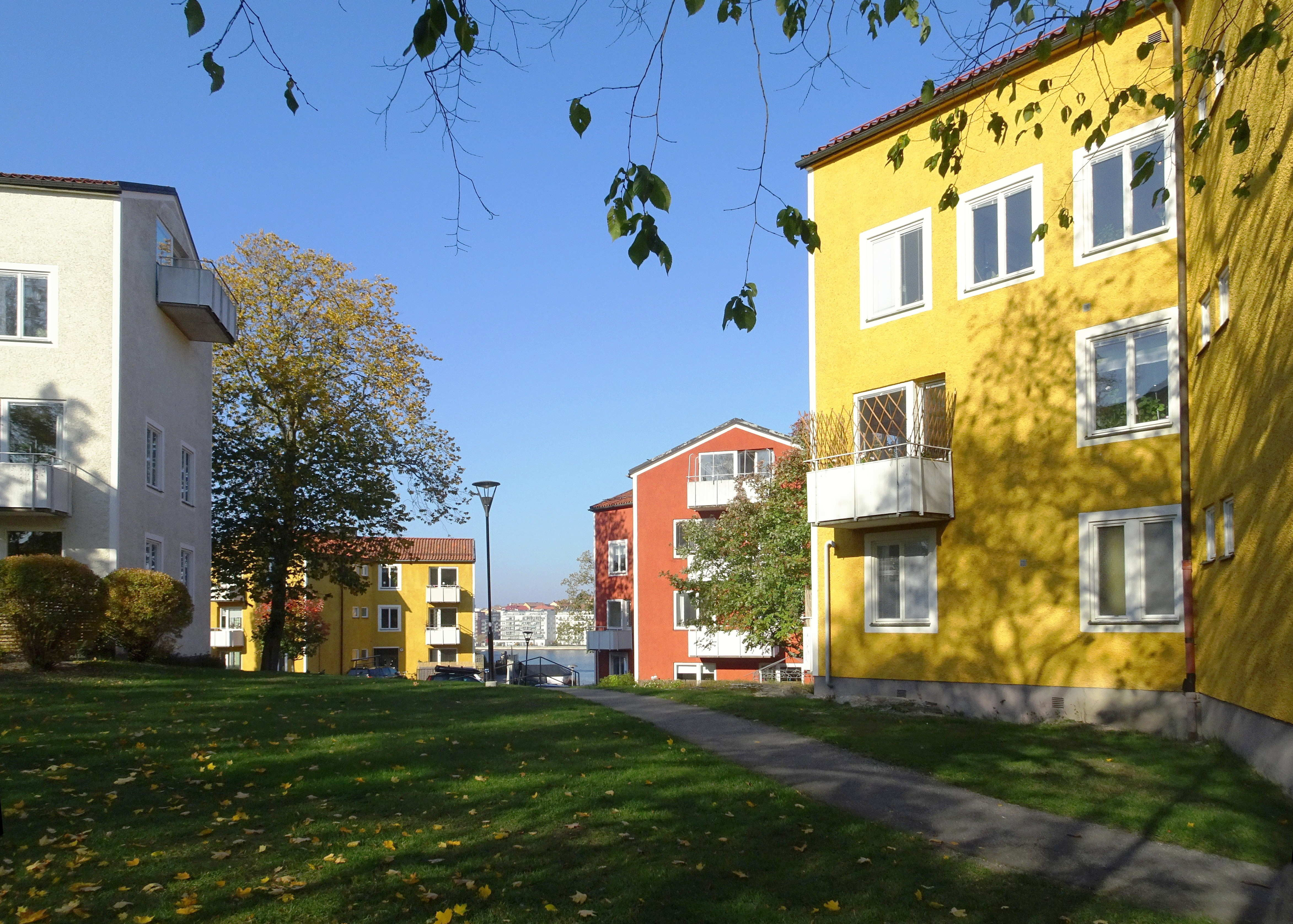
Färgglada Stjärnhus i Gröndal från 1944, arkitekt Backström & Reinius, är ett av folkhemsarkitekturens främsta lyckade exempel. Foto från oktober 2018.

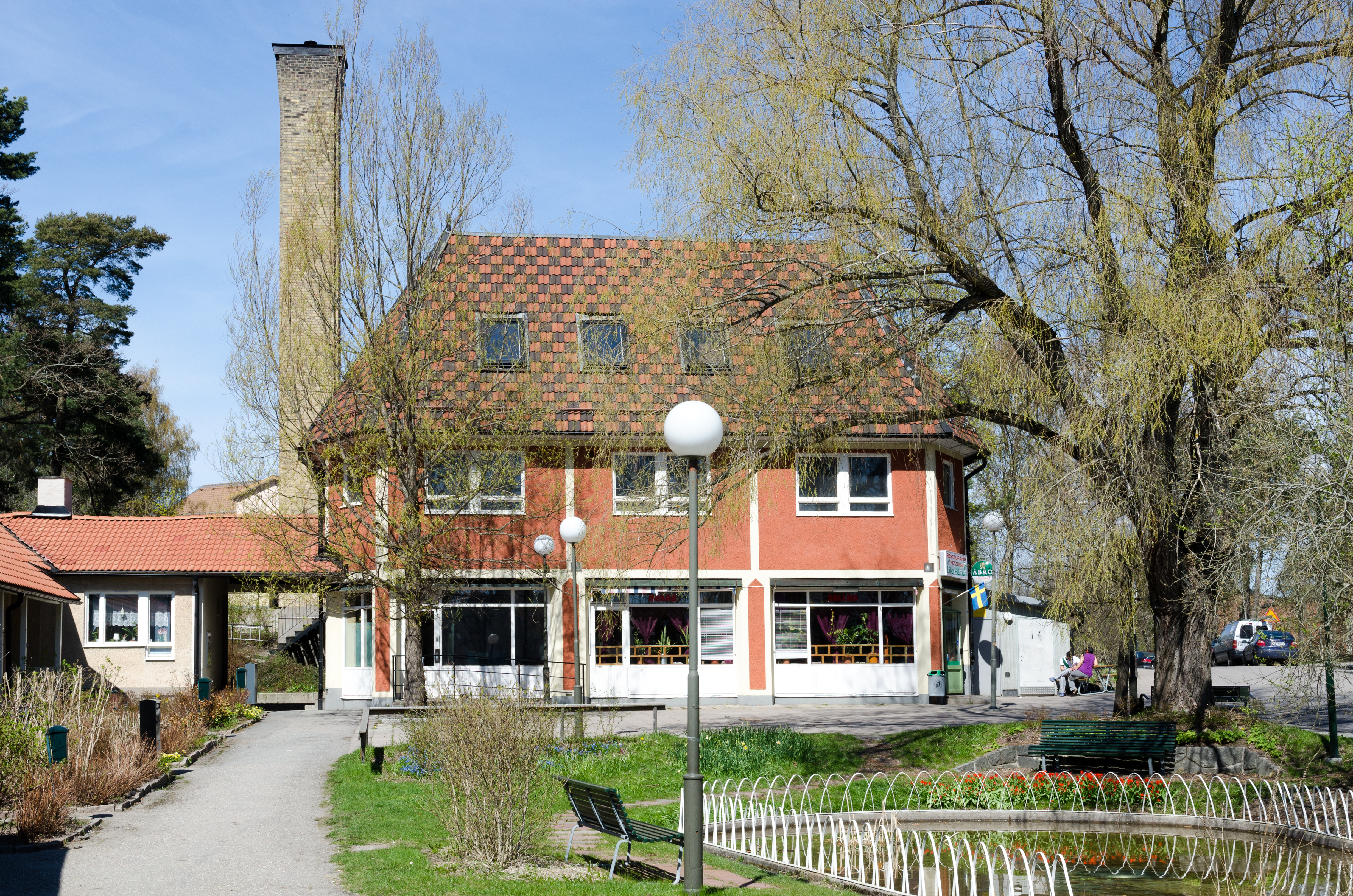
Skönstaholms centrum från 1956, arkitekter Nils Sterner och Erik F. Dahl, av Stadsmuseet i Stockholm klassat som kulturhistoriskt särskild värdefull miljö. Foto från maj 2012.

Folkhemsarkitektur och -byggande var en byggnads- och stadsplaneringsstil som praktiserades i Sverige, huvudsakligen under den tidiga efterkrigstiden från 1945 till 1960. Uttrycket härrör från begreppet folkhemmet som myntades av Per Albin Hansson 1928. Folkhemsarkitekturen präglas av omsorgsfull och småskalig enkelhet i gestaltningen samt grannskapstanken i den övergripande stadsplaneringen, samtidigt som den hade sociala och politiska ambitioner.
Tidsintervallet mellan 1945 och 1960, då det byggdes knappt 900 000 bostäder i Sverige, kallas ofta ”folkhemsperioden”. Det svenska folkhemsbyggandet uppmärksammades även utomlands och det var första gången som utländska arkitekter inspirerades av svensk arkitektur i större omfattning. Fram till dess sökte svenska arkitekter under nästan alla tidsepoker inspiration utomlands.

## Bakgrund

### Historik

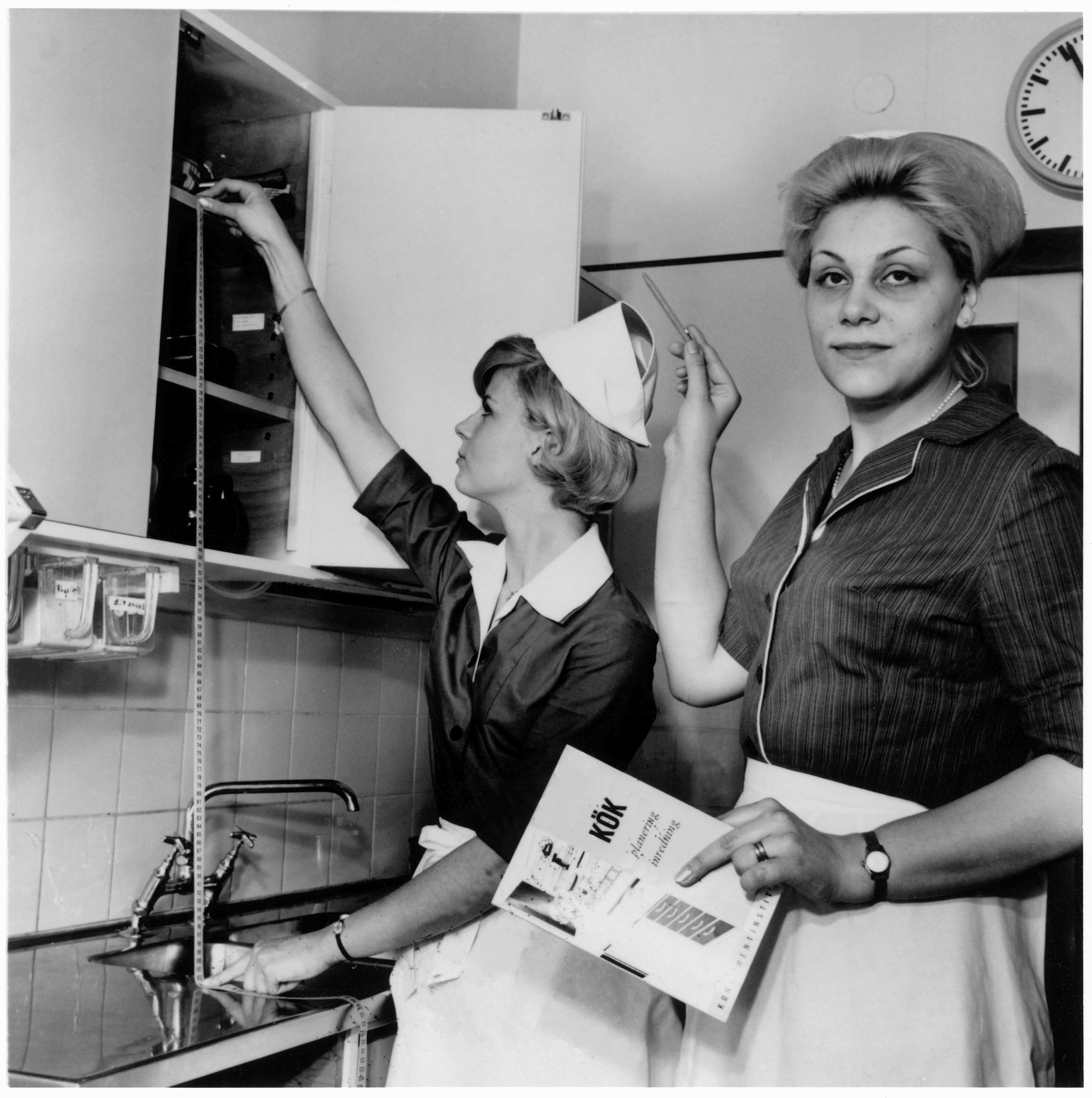
Måttstudier i ett svenskt kök utförda av Hemmens forskningsinstitut på 1940-talet.

Bostadsfrågan har ända sedan 1800-talets mitt varit i centrum för svensk politisk debatt. Industrialiseringen, med stor inflyttning till de större städerna, skapade trångboddhet och bostadsbrist. Försörjningen av bostäder för arbetarklassen sågs till en början som något som skulle lösas med hjälp av marknadskrafterna. Under många decennier gjordes därför i huvudsak enskilda filantropiska och kooperativa ansträngningar för att lösa bostadsfrågan, i första hand för de som hade det sämst ställt i samhället. Ännu under mellankrigstiden uppfördes de flesta bostadshusen i storstäderna av privata byggherrar.
Trots att begreppet folkhem härrör från 1930-talet dröjde det till efter andra världskriget innan folkhemstanken kom att tillämpas i större skala inom arkitekturen och stadsplaneringen, och en målmedveten social bostadspolitik på statlig och kommunal nivå började ta form. 1930-talets funktionalism fortsatte att dominera in på 1940-talet, då arkitektur med mer folklig, mjukare inriktning, tog över som en sorts motreaktion. Under kriget arbetade Bostadssociala utredningen med nya riktlinjer som betonade att bostaden skulle vara en social rättighet: ”Hela svenska folket skulle förses med goda och hygieniska bostäder till rimliga hyror …”.

### Välfärdstanken
Folkhems- och välfärdstanken handlade i hög grad om att, bokstavligen, ”bygga” ett nytt samhälle. Genom folkhemmets byggande förverkligades Per Albin Hanssons vision om folkhemmet konkret som ett ”hem för hela svenska folket”. Byggandet av den ”goda bostaden” föregicks av en mängd undersökningar av befolkningens levnadsvanor – bland annat studerades husmoderns arbete i köket – vilket ledde fram till svensk köksstandard. Hemmens forskningsinstitut (HFI) grundades 1944 i syfte att rationalisera hem- och hushållsarbete. Enligt Per Kallstenius, tidigare stadsarkitekt i Stockholm, bidrog andra världskrigets hemska erfarenheter indirekt till den högt ställda ambitionen att skapa ”goda” samhällen, eftersom dessa även skulle  göra människorna ”goda” och därför omöjliggöra framtida krig. Som exempel på sådana goda samhällen som planerades under eller direkt efter andra världskriget nämner han stockholmsförorterna Årsta och Blackeberg.
Den nyvunna kunskapen formulerades i normer som Bostadsstyrelsen publicerade i samlingen God bostad, vars första upplaga utkom 1954. En annan skrift var God bostad i småhus, som visade tekniskt och ekonomiskt genomarbetade typritningar, försedda med kompletta materialspecifikationer. Att bygga efter God bostads riktlinjer var samtidigt ett krav för att få förmånliga statliga bostadslån. Det innebar även att man tog avstånd från ”kategorihus” som exempelvis barnrikehus eller hus med en lägre bostadsstandard för låginkomsttagare.
Till skillnad från flera andra länder valde man i den svenska bostadspolitiken att inte skilja ut speciella låginkomstgrupper och producera ett särskilt subventionerat bostadsbestånd för dem. Istället ville man bygga med samma höga krav i samtliga bostäder. I andra länder satsade man på exempelvis ”social housing” och ”low-cost housing” (Storbritannien) eller ”sozialer Wohnungsbau” (Tyskland, Österrike) vilket ofta ledde till segregation och slumbildning. Efterkrigstidens svenska bostadspolitik blev en viktig del i den Svenska modellen, där kooperationen och fackföreningar spelade viktiga roller för svensk samhällsutveckling.

## Planering

### Bostaden

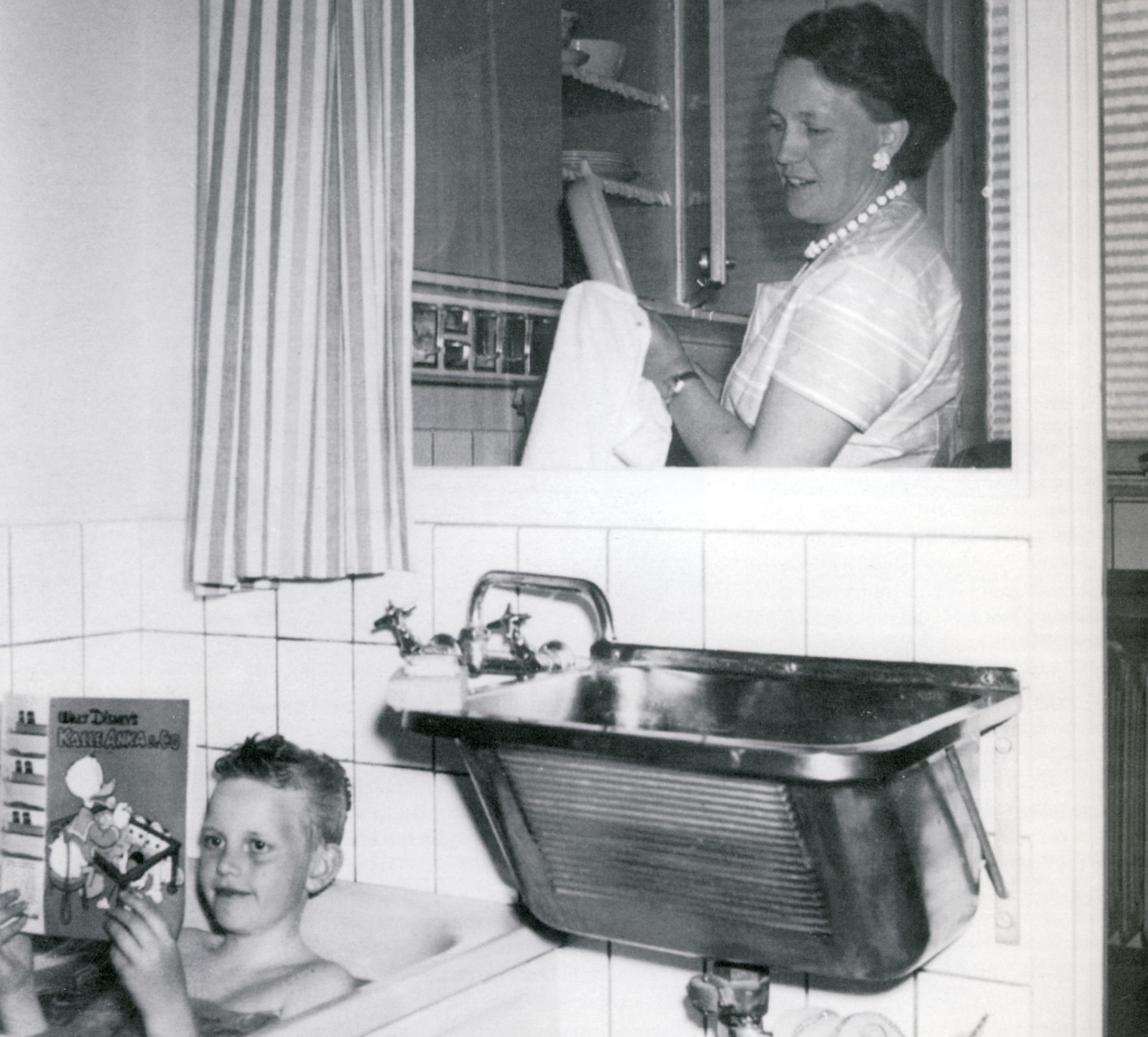
Baronbackarna, mamman kunde hålla uppsikt över badrummet från köket.

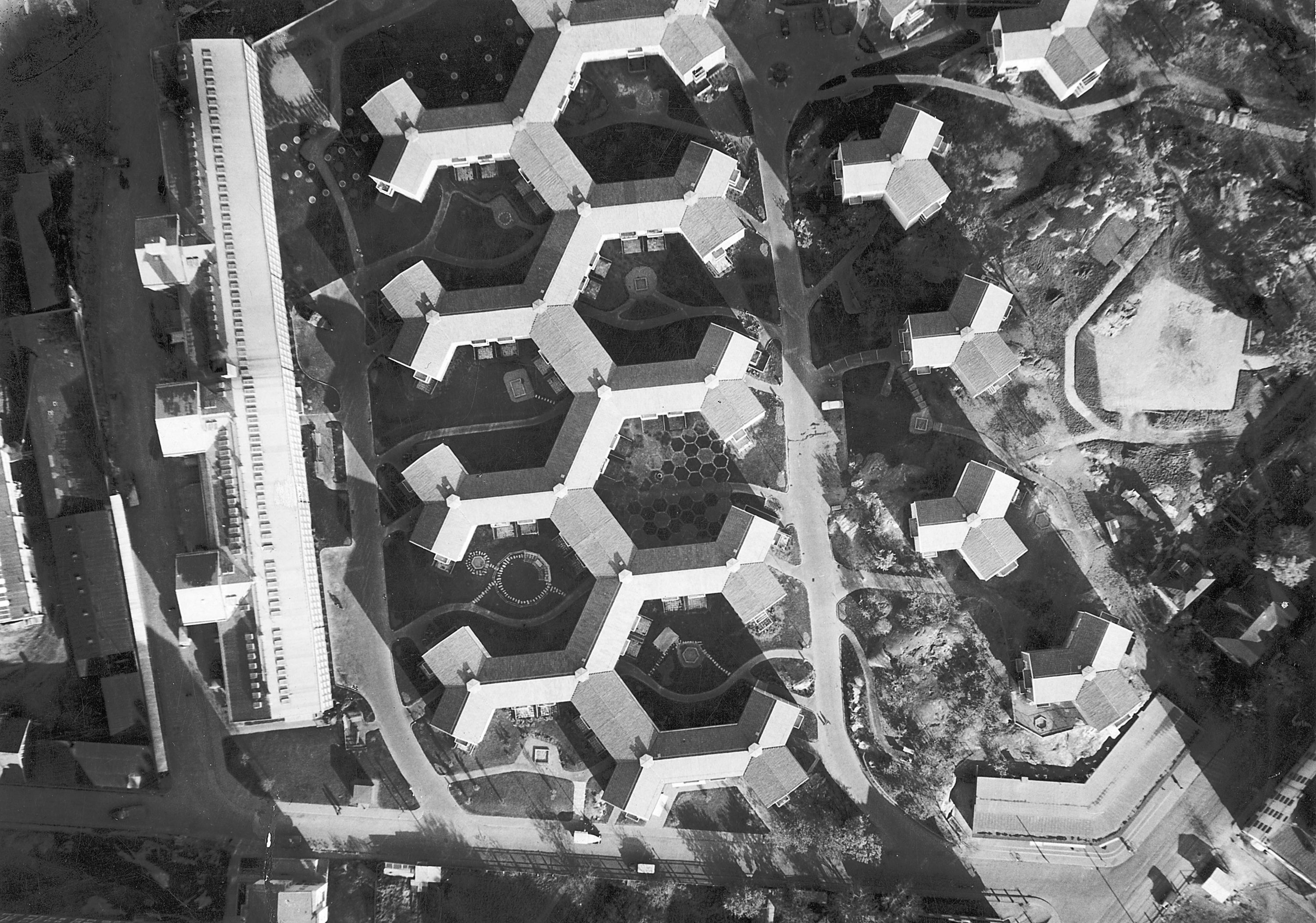
Gröndals stjärnhus 1950-tal.

På 1940-talet var ambitionen att inte fler än två personer skulle behöva bo i varje rum (köket och badrummet oräknat). En familj med fyra personer skulle erbjudas en bostad om två rum och kök för att inte vara trångbodd. På 1960- och 1970-talen höjdes nivån och gränsen för trångboddhet. Planlösningen för den "goda bostaden" hade många kvaliteter, som att lägenheter försågs med fönster åt flera väderstreck, att husen placerades så att varje lägenhet och varje balkong fick del av sol och dagsljus. Det skulle finnas ett fönster vid köksbänken så att man kunde stå och titta ut och samtidigt få in dagsljus i köket – som fortfarande var kvinnans domän. De boende skulle känna grannskap med övriga boende i huset, men samtidigt ha sin privata sfär utan störande insyn i kök och sovrum. Exempel på detta är kvarteret Krumeluren i Västerås.
En innovation var stjärnhus. De första byggdes mellan 1944 och 1946 i Gröndal, efter ritningar av Backström & Reinius och med den experimentelle Olle Engkvist som byggmästare. I stjärnhusen betjänar varje trapphus tre lägenheter (ofta två rum och kök) som alla har ljusinsläpp från tre olika väderstreck. Flera stjärnhus kunde kopplas samman till stora enheter som bildar ett slags sexkantigt bikakemönster. Strax efter stjärnhusen kom de för Sverige nya terrasshusen, även de i Gröndal och skapade av samma upphovsmän som stjärnhusen. Dessa två hustyper var innovativa, funktionella och arkitektoniskt högtstående och kom att bli stilbildande för folkhemsbygget.
Även de boendes komfort skulle förbättras, dels genom större lägenheter och dels genom högre hygienisk och teknisk standard. 1945 var andelen lägenheter om 3 rum och kök i tätorter 26 procent, vilket 1960 hade ökat till 39 procent. Samtidigt sjönk andelen med 1 rum och kök från 44 procent till 30 procent. 1945 hade 59 procent av lägenheterna centralvärme, medan 82 procent hade det 1960. År 1945 hade 52 procent tillgång till WC och 1960 var det 82 procent. Tillgång till eget badrum steg från 14 procent till 71 procent. Tydligast märks standardhöjningen på antal kylskåp per lägenhet, ett mått som gärna används för att beskriva "ökat välstånd". Denna siffra steg från 15 procent 1945 till 70 procent 1960.
Den bästa boendeformen, speciellt för barnfamiljer, ansågs vara markbostäder (villor, småhus, rad- och kedjehus). Även stödet till egnahemsboende stärktes under efterkrigstiden. Men markbostäder krävde att kommunerna frigjorde och planerade större markområden och förbättrade infrastrukturen, inte minst för el, vatten och avlopp, vilket medförde att den boendeformen ansågs vara för dyr, åtminstone nära större städer. Flerbostadshus, vars lägenheter uppläts som hyresrätter, blev därför den dominerande lösningen för kommunerna. Bostadsrätter däremot producerades av HSB och Riksbyggen.
Den person som mest förknippas med begreppet folkhem, Per Albin Hansson, fick aldrig uppleva efterkrigstidens folkhemsbyggen. Han bodde "folkligt" på Ålstensgatan i Stockholmsförorten Bromma i en typ av radhus som sedermera kom att kallas Per Albin-hus. De ritades av arkitekt Paul Hedqvist och byggdes 1929−1932, alltså före folkhemsperioden. Olof Palme däremot bosatte sig i ett av Atlantisområdets radhus på Lövångersgatan 31, som uppfördes 1952–1955 efter ritningar av arkitekterna Bertil Karlén, Jon Höjer och Sture Ljungqvist. Här bodde familjen Palme mellan 1968 och 1983. Sonen Joakim Palme med familj bor fortfarande (2018) kvar där.

### Stadsplaneringen

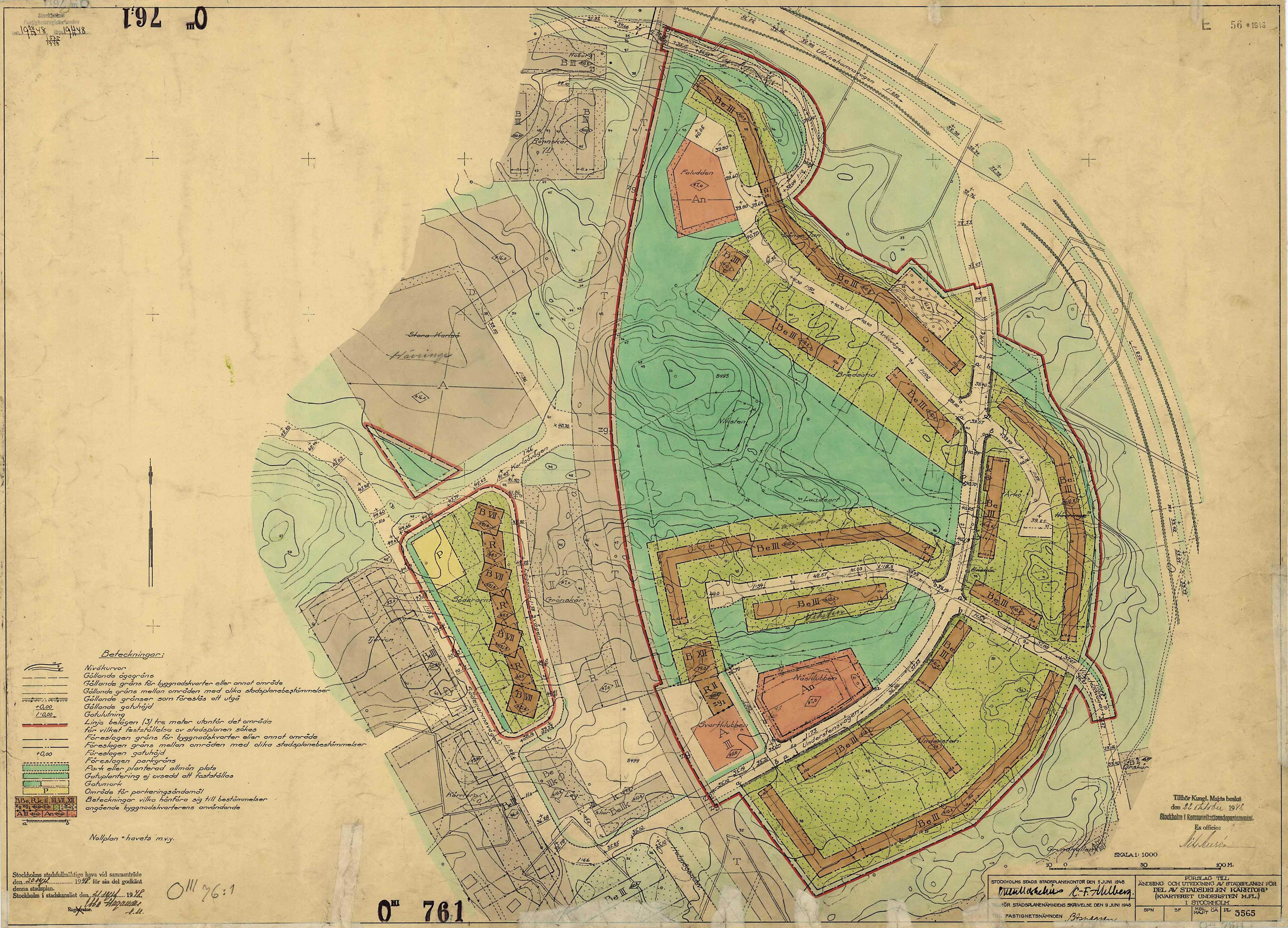
Stadsplan för del av Kärrtorp, 1948.

Grannskapsenheten slog igenom och blev tillsammans med folkhemsarkitekturen den dominerande planeringsprincipen för de nya förorterna som kunde ligga långt utanför den historiska stadskärnan. Familjeorienterade grannskap skulle främja trivsel och samhörighet mellan de boende. Utanför centrala Göteborg finns flera folkhemsområden där Torpa, Kortedala och Kyrkbyn är några exempel från ungefär samma period. För Malmös del kan nämnas Augustenborg, Persborg och Mellanheden.
I Stockholm spelade tunnelbanan en viktig roll i folkhemsbygget, för att knyta ihop de nya förorterna. Längs tunnelbanans gröna och röda linjer radades de nya förorterna upp som på ett pärlband, bland dem Västertorp, Fruängen, Björkhagen, Kärrtorp, Bagarmossen, Högdalen, Hökarängen, Farsta, Hagsätra och Rågsved i Söderort samt Blackeberg, Råcksta, Vällingby och Hässelby strand i Västerort. Alla anlades efter samma mönster, kring var sin tunnelbanestation, avgränsade från varandra genom grönområden, som öar omgivna av naturen. Alla fick en centrumanläggning av varierande storlek med butiker och samhällsservice, och ett högre punkthus sattes ofta som accent. 
Folkhemsförorternas småskaliga arkitektur omgärdades gärna med offentlig utsmyckning i form av skulpturer och vattenspel. Västertorp i södra Stockholm är ett bra exempel för detta. I denna förort från tidiga 1950-talet restes drygt 20 skulpturer, skapade av kända konstnärer som Eric Grate, Liss Eriksson, Allan Runefelt, Arne Jones och Henry Moore (se Västertorps skulpturpark).

## Utställningar och statlig propaganda

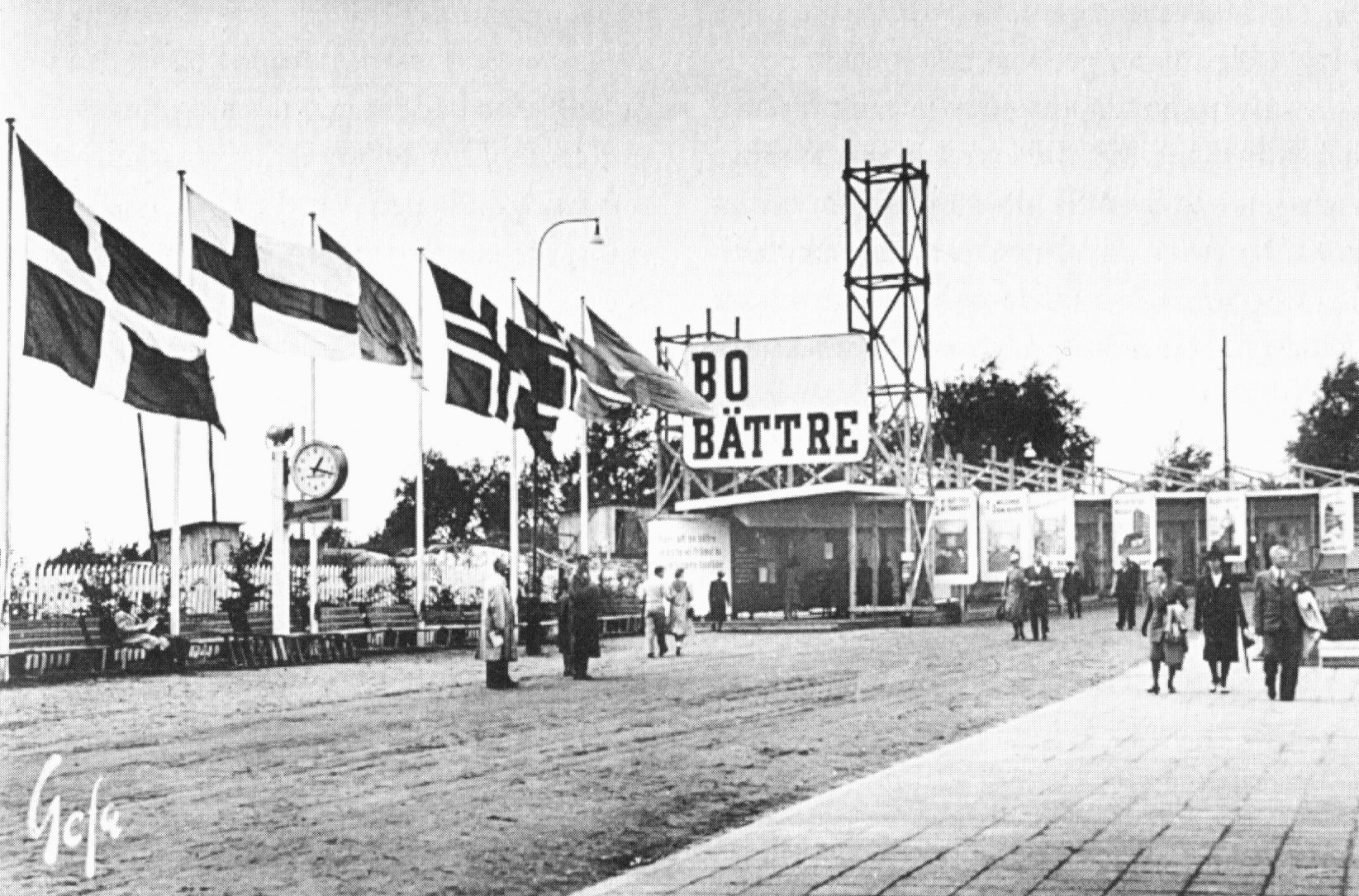
Utställningen Bo Bättre i Göteborg 1945.

Bostadsutställningar var ett medel för att presentera nya idéer om boendeformer. Under folkhemsperioden anordnades fyra boutställningar: Bo Bättre i Göteborg 1945, Bygge och bostad i Göteborg 1949, Bo54 i Lund 1954 och H55-utställningen 1955 i Helsingborg. Bo Bättre organiserades av Svenska Slöjdföreningen och presenterade bland annat den nya bostadspolitiken som Hemmens forskningsinstitut hade kommit fram till. 
Mest känd idag är H55 som också arrangerades av Svenska Slöjdföreningen. Här hade flera "folkhemsformgivare" sina genombrott, som Stig Lindberg, Yngve Ekström och Signe Persson-Melin. H55 visade, utöver konsthantverk och bruksföremål även bostadsplanering i Sverige, bland annat genom "Skal och kärna" som var en villa om cirka fem rum och kök med flexibel planlösning. I inredningsarkitekt Lena Larssons "allrum" sattes barnet i centrum med ett eget klätterträd i rummet. Mest påfallande var den standardhöjning som skett sedan 1945.
Staten var angelägen att sprida kunskap kring folkhemsbyggandet. 1949 producerade Kommittén för social upplysning propagandafilmen "Väg ur en kris – 1949" (manus och regi Gunnar Skoglund) som bland annat visar svenska städers trångboddhet efter andra världskriget med Uppsala som exempel och lösning på problemet. Lösningen var i detta fall bostadsområdet Tuna backar som presenteras i filmen av Uppsalas stadsarkitekt Gunnar Leche. I filmen redogörs för statens bidrag och hyresrabatter, som skulle stimulera bostadsbyggen i allmännyttig regi. Bland annat utgick en hyresrabatt om 130 kronor per år för varje barn under 16 år och ett bränslebidrag på 125 till 175 kronor per lägenhet och år.

## Formspråket
Jämfört med 1930-talens funktionalism kännetecknades folkhemsperiodens byggnadsgestaltning av mjukare linjer och rikare material- och färgval. Terränganpassning och husgrupperingar kring grönskande innergårdar, där en del av den ursprungliga växtligheten bevarades är typiska för folkhemsarkitekturen. Funktionalismens kantighet och strama linjer fick ge vika för en viss tillbakagång till den traditionella arkitekturen med element från svenskt 1700-tal och bruksortsbebyggelse. Det fanns även inslag från nationalromantik och tjugotalsklassicism. Allt blandades med modernismen till ett nytt formspråk – "folkhemsarkitektur" – som bara förekom i Sverige.
Fasaderna accentuerades av utanpåliggande balkonger och burspråk, liksom av hörnmarkeringar och slätputsade fönsteromfattningar som påminde om träarkitekturens knutar och fönsterfoder. 1930-talets fönsterband försvann. Fönstren blev mindre och fick lekfulla former som sex- eller åttkantiga, eller runda. Allt skulle ge husen en egen personlighet. Bostadshusens yttertak utformades som traditionella sadeltak, men även brutna eller valmade tak förekom täckta av taktegel. På 1950-talets rad- och kedjehus experimenterade man dock fortfarande med platta, plåttäckta tak.
För fasadernas ytbehandling valdes ofta grov spritputs som färgades i kraftiga jordiga kulörer som oxblodsrött, mörkgrönt, klargult eller ockra. Som alternativ valde folkhemsarkitekterna gärna obehandlat fasadtegel och man passade på att utföra enkel tegelornamentik som utsmyckning, speciellt kring husens entréer. Allt sammanlagt gav folkhemsarkitekturen ett kraftfullt och samtidigt sinnligare uttryck än 1930-talets ljusa, släta fasader.

Formspråket
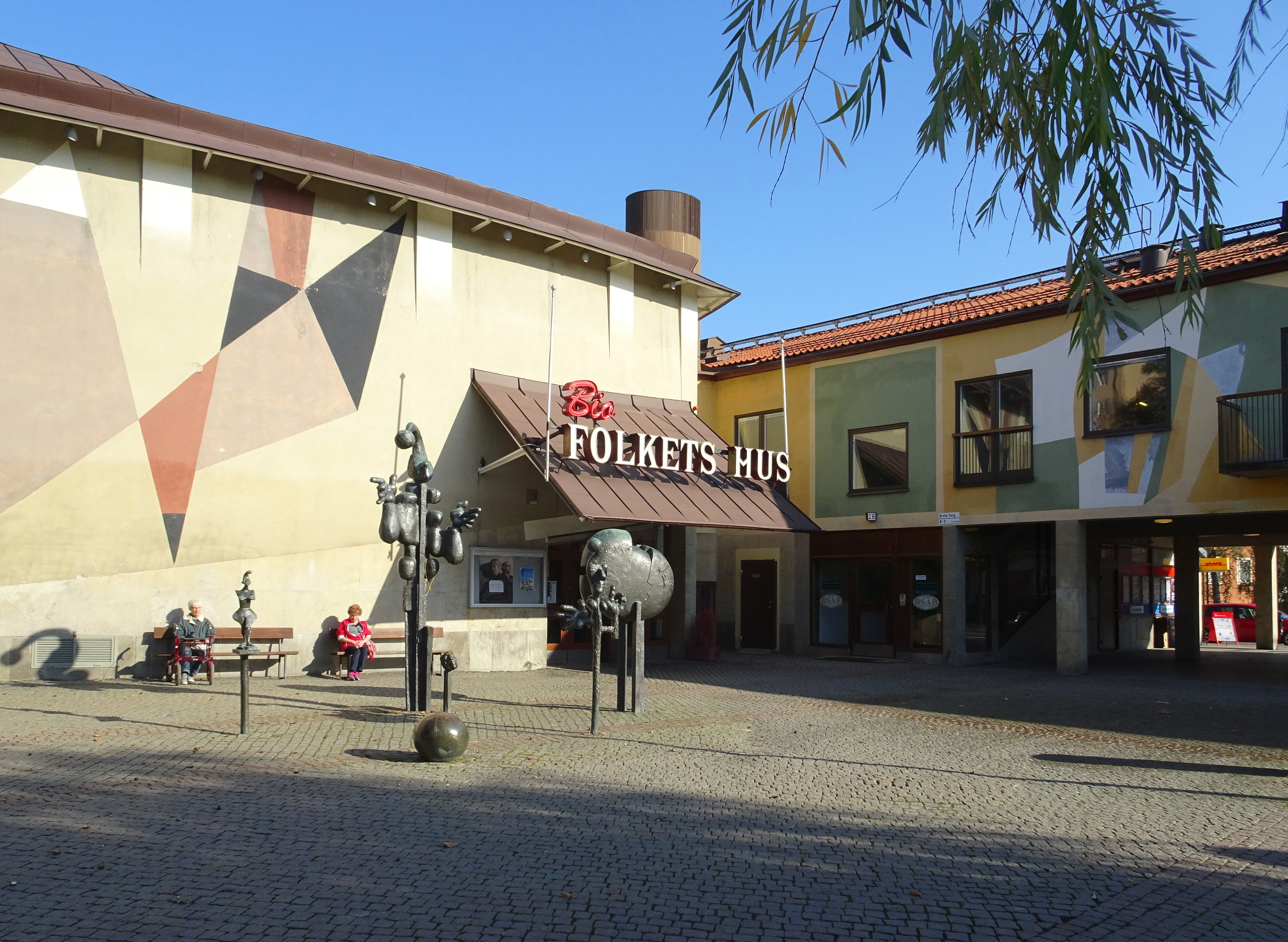
Årsta centrum (Bröderna Ahlsén).
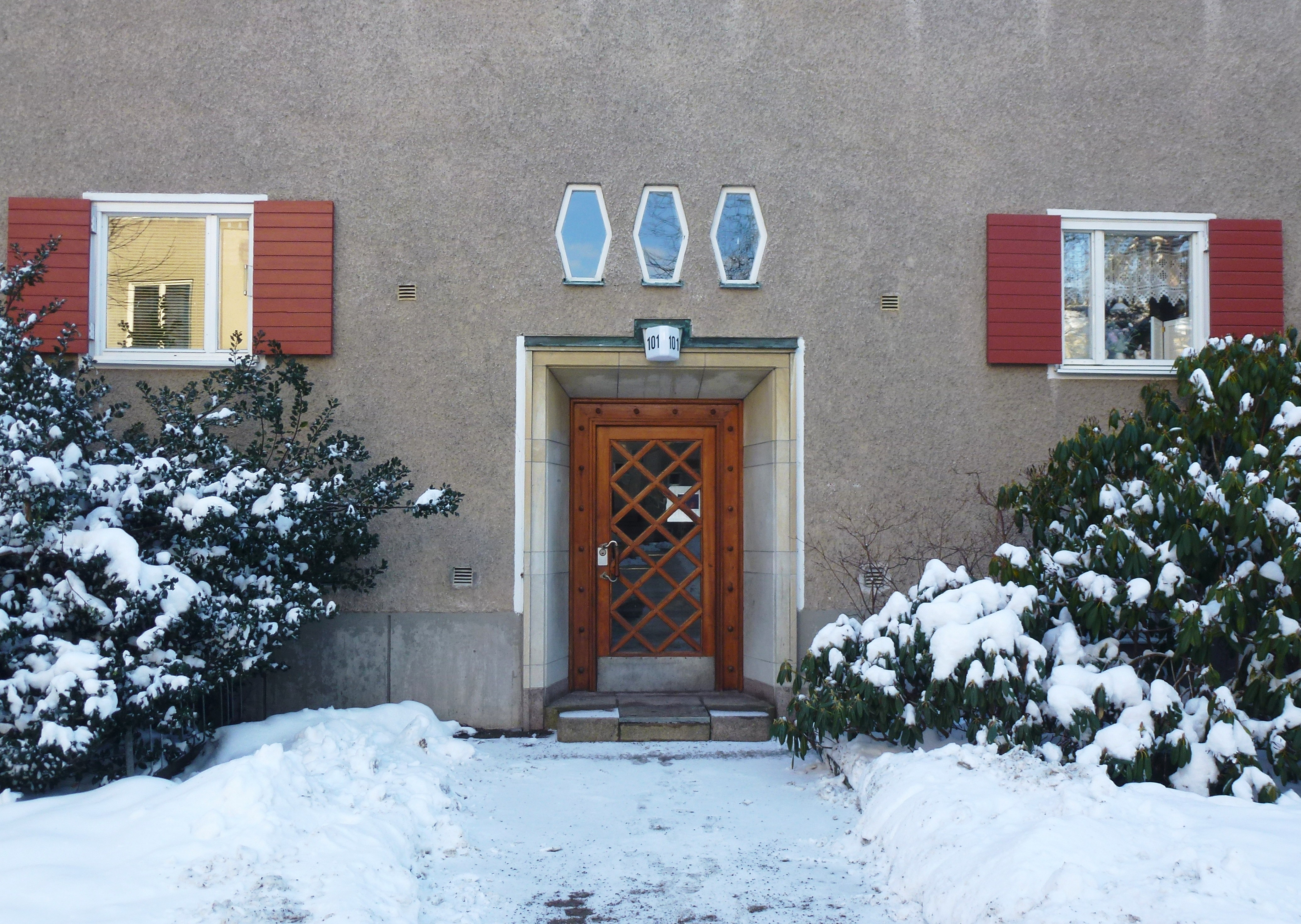
Västertorp (Ernst Grönwall och Georg Varhelyi).
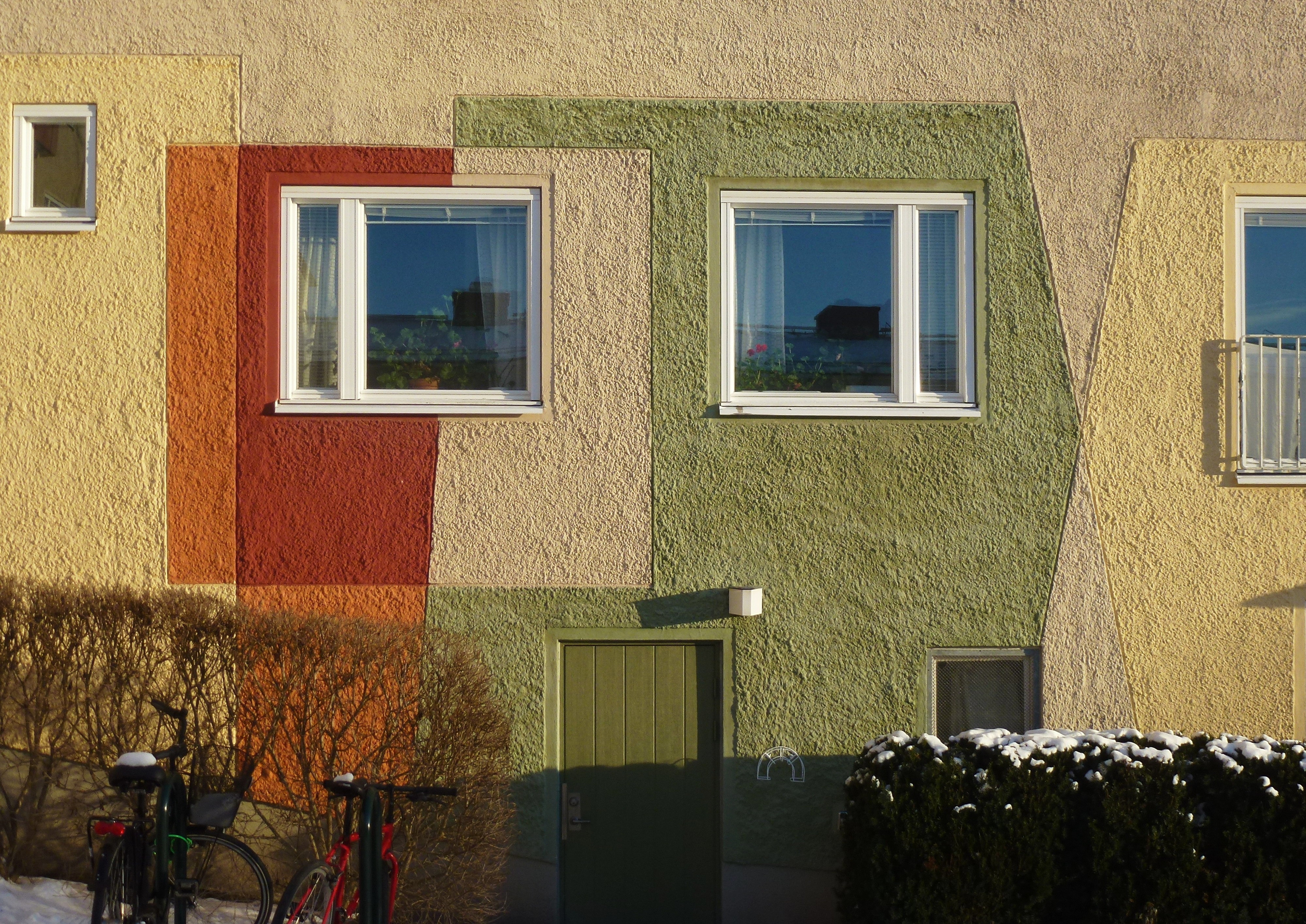
Sickla strand (Bröderna Ahlsén).
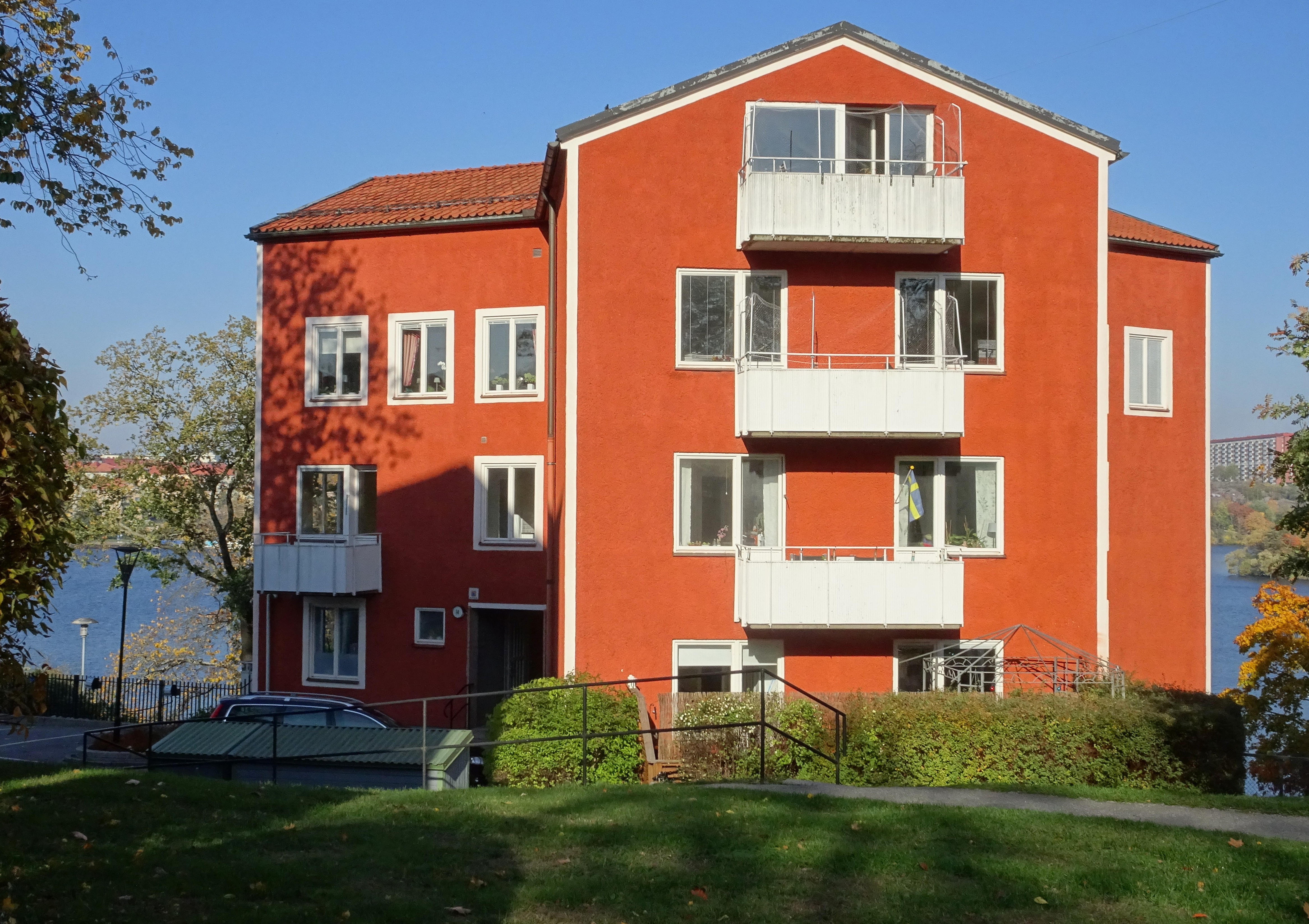
Gröndals stjärnhus (Backström & Reinius).
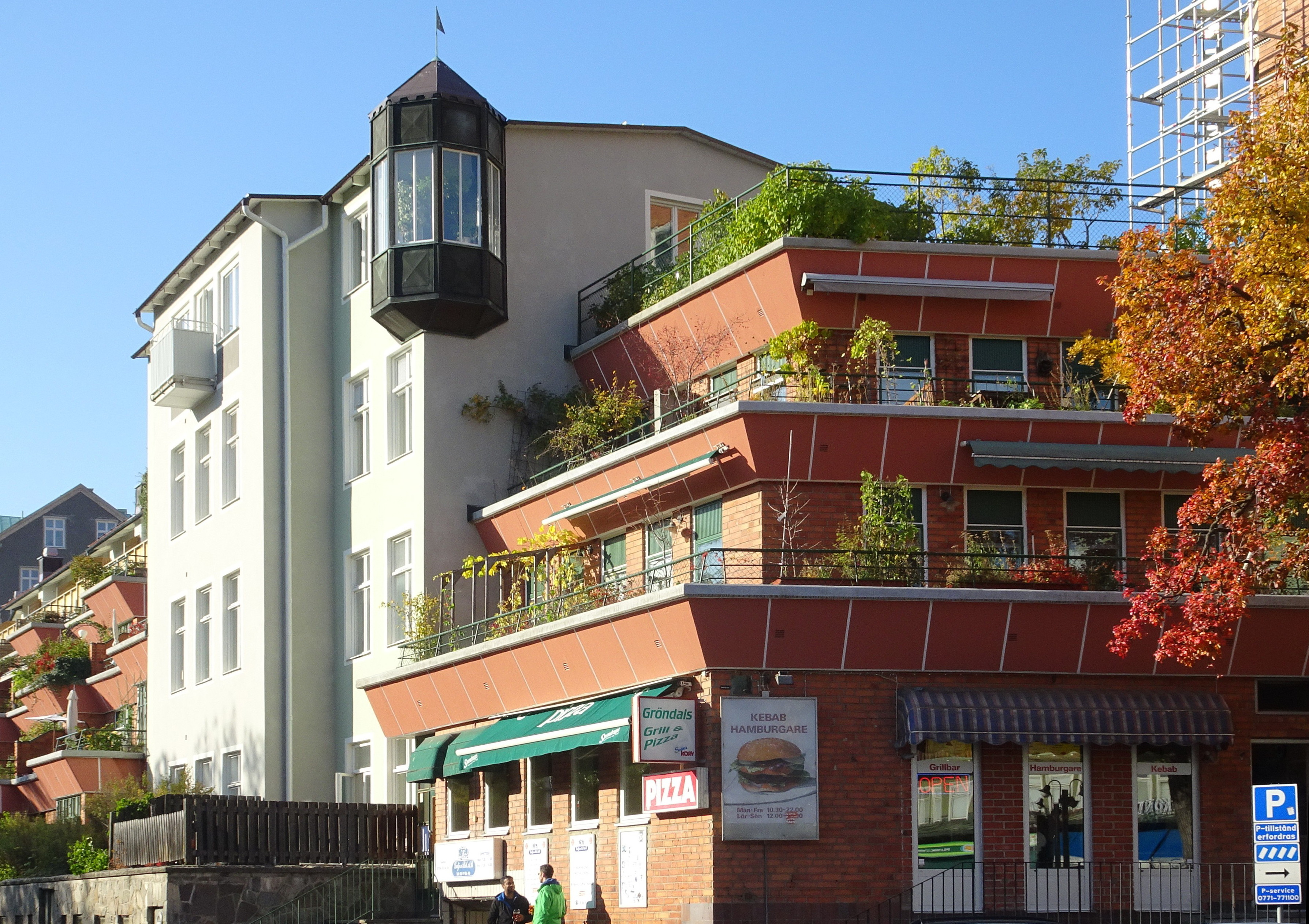
Gröndals terrasshus (Backström & Reinius).

## Folkhemsperiodens arkitekter, urval
- Ancker-Gate-Lindegren arkitektkontor med privata och kommunala uppdragsgivare.
- Erik och Tore Ahlsén, ofta anlitade av byggmästaren Olle Engkvist och andra privata byggherrar.
- Backström & Reinius hade ofta kommunala uppdrag.
- Ralph Erskine med många folkhemsbyggen av experimentell karaktär.
- Paul Hedqvist, folkhemmets främste skolarkitekt.
- Hjalmar Klemming, AB Svenska Bostäders chefsarkitekt.
- Sven Markelius, Stadsplanedirektör i Stockholms stad 1944–1955.
- Eskil Sundahl var chefsarkitekt på KFAI.
- Nils Sterner, känd för bland annat Skönstaholm där Stockholmshem var byggherre.
- Sven Wallander var chefsarkitekt på HSB.

Folkhemsperiodens arkitekter
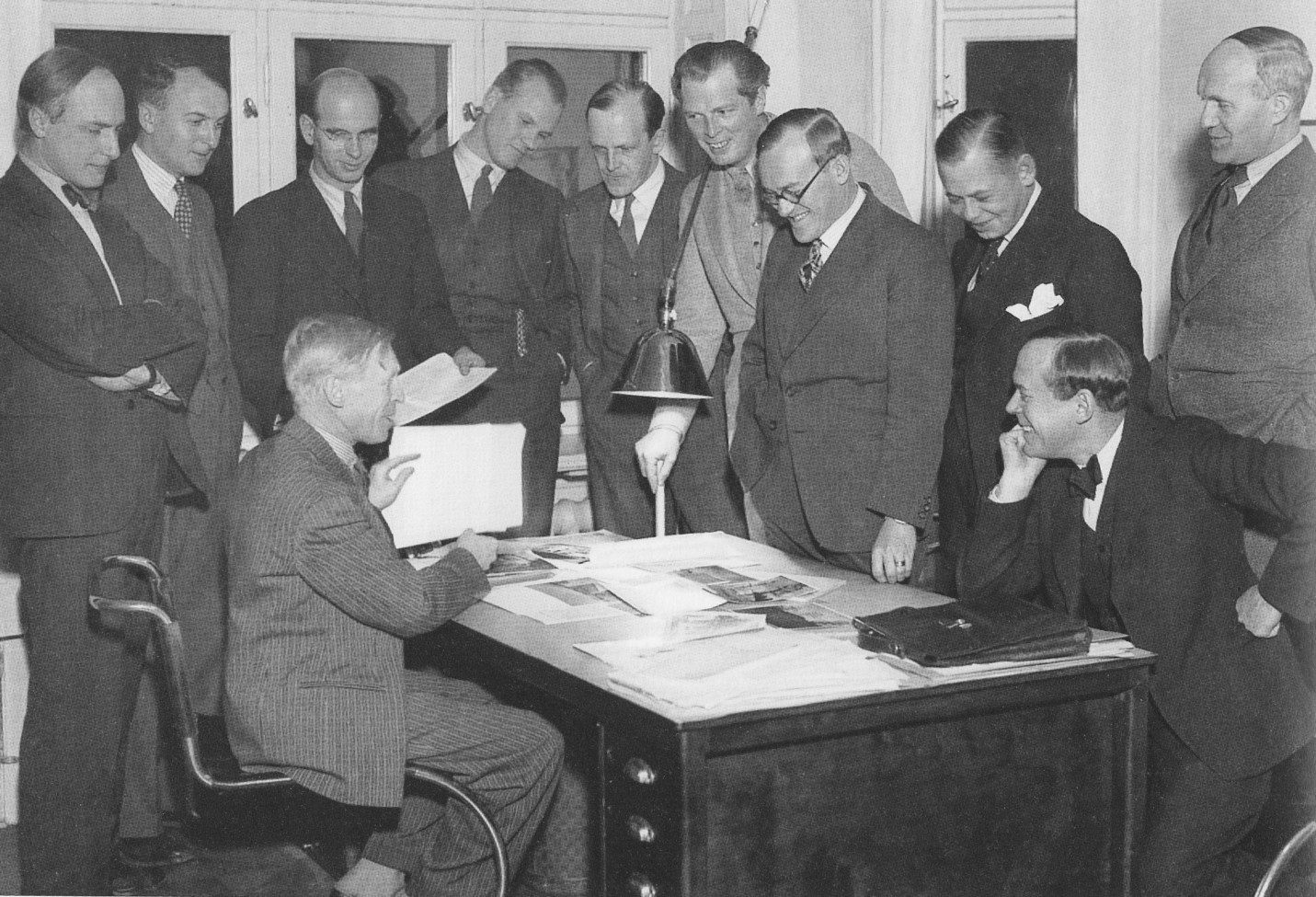
KFAI:s arkitektkontor med chefen Eskil Sundahl (sittande till vänster).
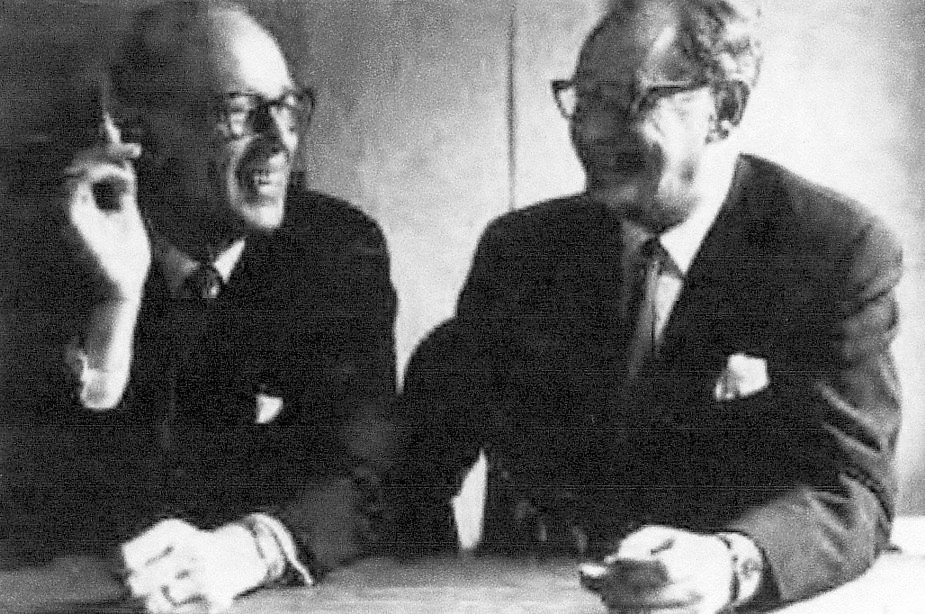
Tore Ahlsén (till vänster) och Erik Ahlsén.
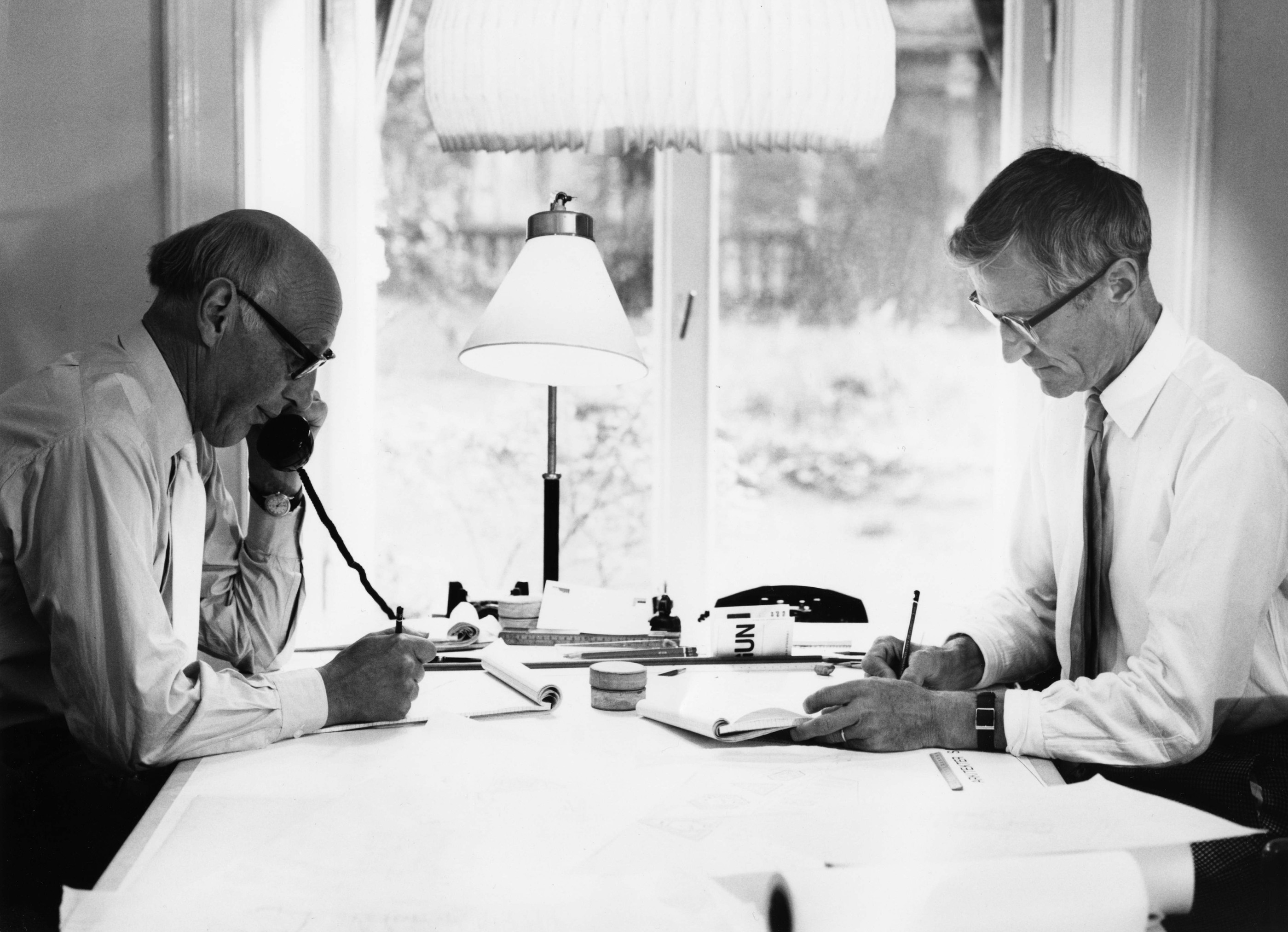
Sven Backström (till vänster) och Leif Reinius.
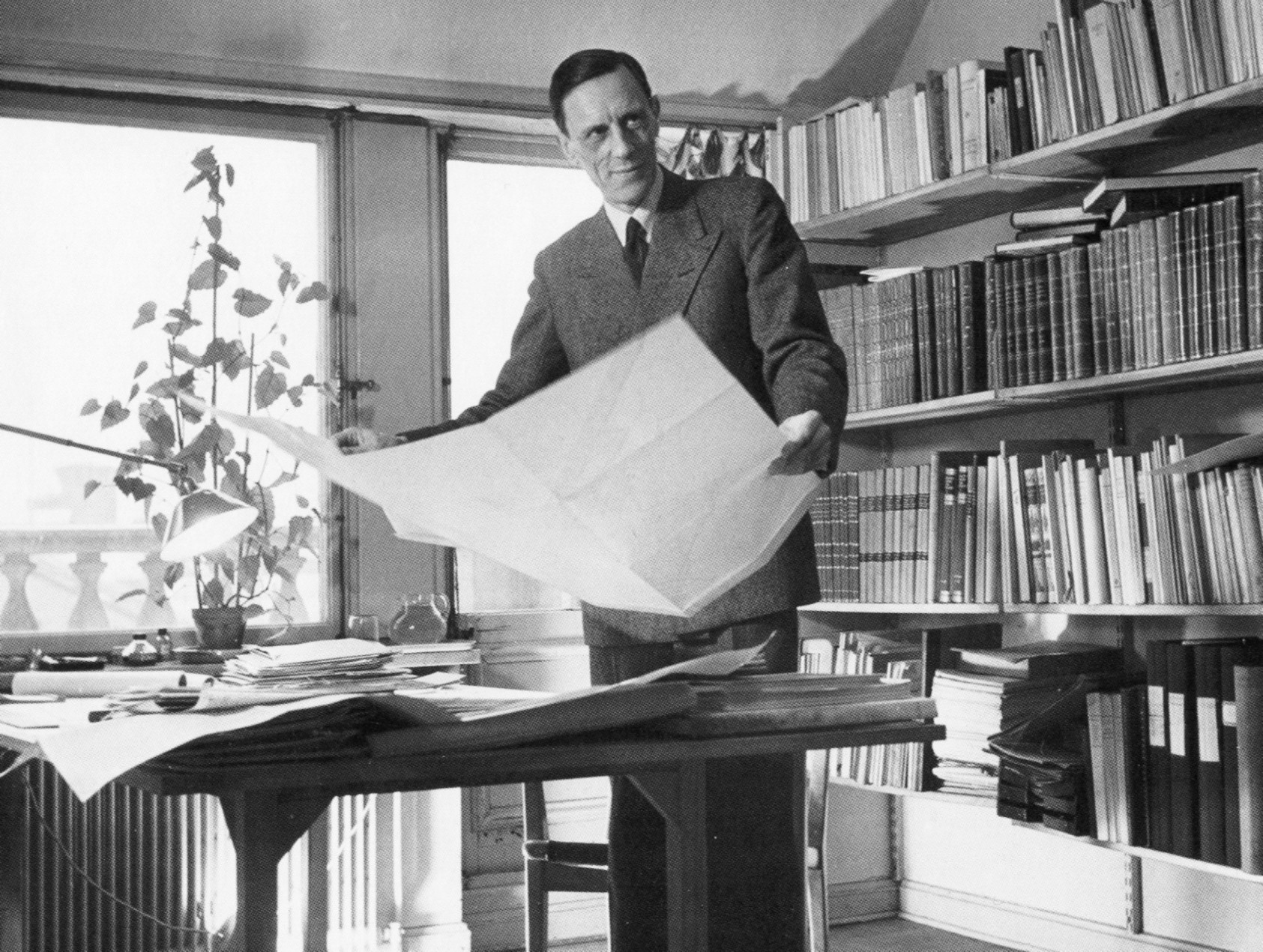
Paul Hedqvist.
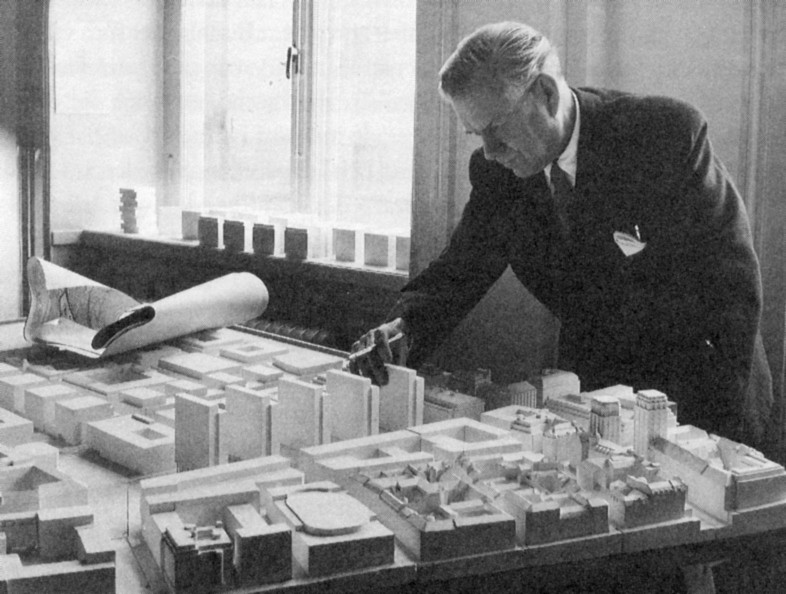
Sven Markelius.

## Folkhemmets byggare
Kommunerna spelade en nyckelroll i folkhemsbyggandet. Genom den nya byggnadslagen och byggnadsstadgan från 1947 hade kommunerna större ansvar att styra bostadsbyggandet i den egna kommunen. Som praktiskt instrument för bostadsbyggandet fungerade de allmännyttiga bostadsföretagen som var stiftelser eller bolag med kommunalt inflytande. Allmännyttan växte snabbt under folkhemsperioden, omkring 1940 fanns endast 15 bolag och 1960 hade antalet vuxit till cirka 900.
Vid sidan om de allmännyttiga bostadsföretagen fanns även privata aktörer som fick statliga lånegarantier, dock mindre fördelaktiga än kommunerna. Bland de privata folkhemsbyggarna märks särskild byggmästaren Olle Engkvist. Han var en socialt engagerad person som inte bara byggde utan även förvaltade sina hus. En mellanställning mellan kommunalt och privat intog de kooperativa bostadsföretagen som HSB och Svenska Riksbyggen. I Lund var byggmästare Harry Karlsson verksam. År 1954 låg han bakom bomässan Bo54 i Lund för att förevisa de så kallade Selvaaghusen. Det var enkla, billiga radhus som byggdes efter den norske byggnadsentreprenören Olav Selvaags patent.

## Produktionen

### Traditionella metoder

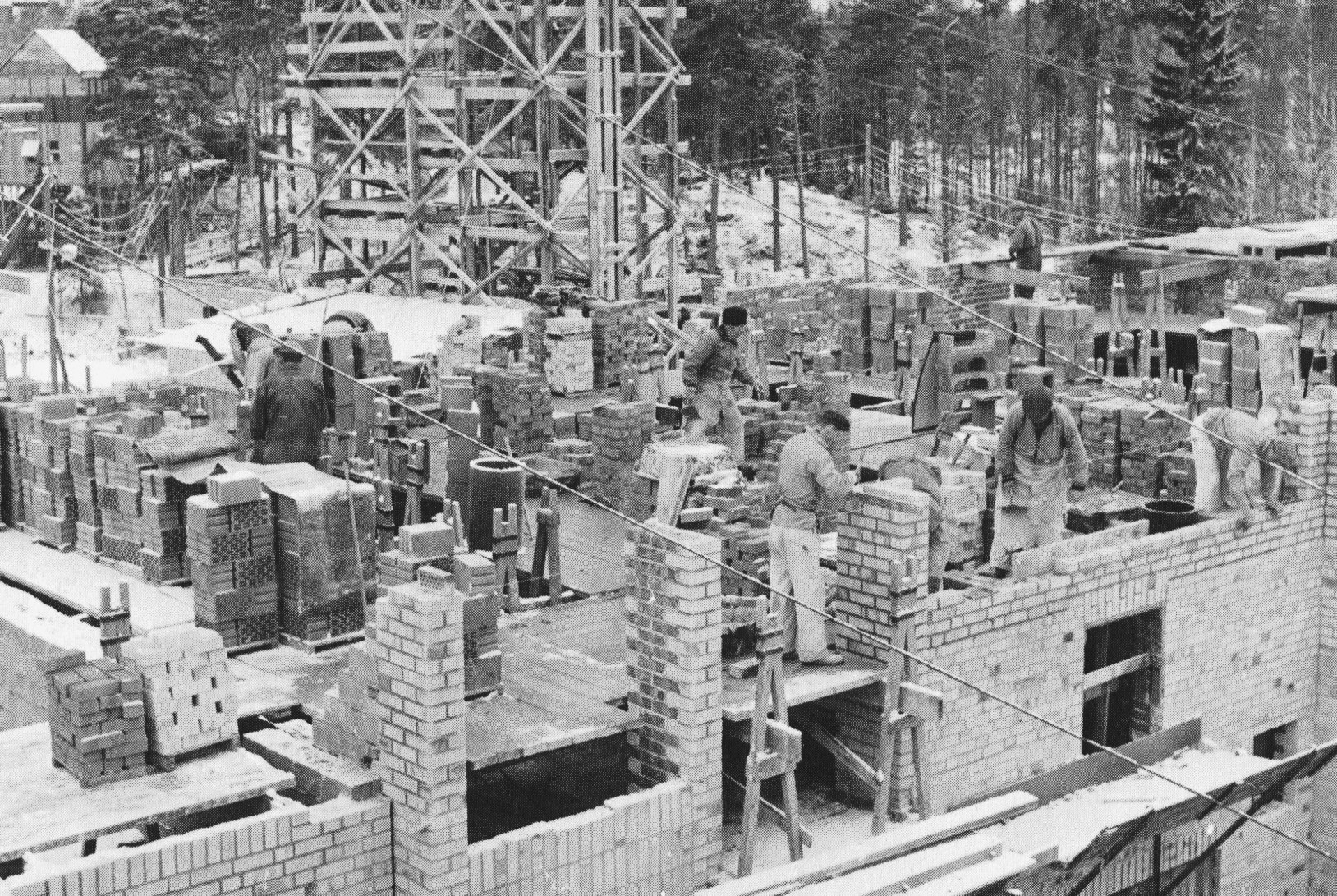
Traditionell tegelmurning, 1955.

Bostadsproduktionen under tiden direkt efter andra världskriget präglades fortfarande av brist på vissa byggmaterial som murtegel, stål och koppar. Inte allt som producerades under dessa år håller hög byggteknisk standard. Men i takt med att byggandet satt fart igen förbättrades situationen. I början av 1950-talet var tegel det viktigaste byggnadsmaterialet för husens fasader och stommar. Betong fanns också tillgänglig, främst för grundläggningen, men blandades i regel på byggarbetsplatsen. I mitten av 1950-talet introducerades lättbetong (gasbetong) i större skala. Materialet hade bättre värmeisolering och användes i ytterväggar medan hjärtväggar, trapphusväggar och lägenhetsskiljande väggar utfördes av massiva betongblock.
Fram till slutet av 1940-talet var byggproduktionen hantverksmässig. Därefter började byggarbetsplatserna industrialiseras och rationaliseras. Svenska staten stödde rationaliseringen och inrättade redan 1952 en maskinlånefond. Grävskopan ersatte spaden och byggarbetare – som på grund av detta förlorade sina arbeten – kallade den motordrivna grävskopan "brödtjuven". Användningen av enklare kranar och lyftanordningar var dock fortfarande  skonsamma mot den befintliga terrängen och vegetationen. Riksrådsvägens radhusområde från 1955 blev en blandform mellan platsbyggda ytterväggar i lättbetong och bjälklag av prefabricerade så kallade Erge-plattor i betong som vilade på Erge-balkar. Genom detta sätt att bygga skonades den befintliga naturen och många träd kunde bevaras.

### Montagebyggen

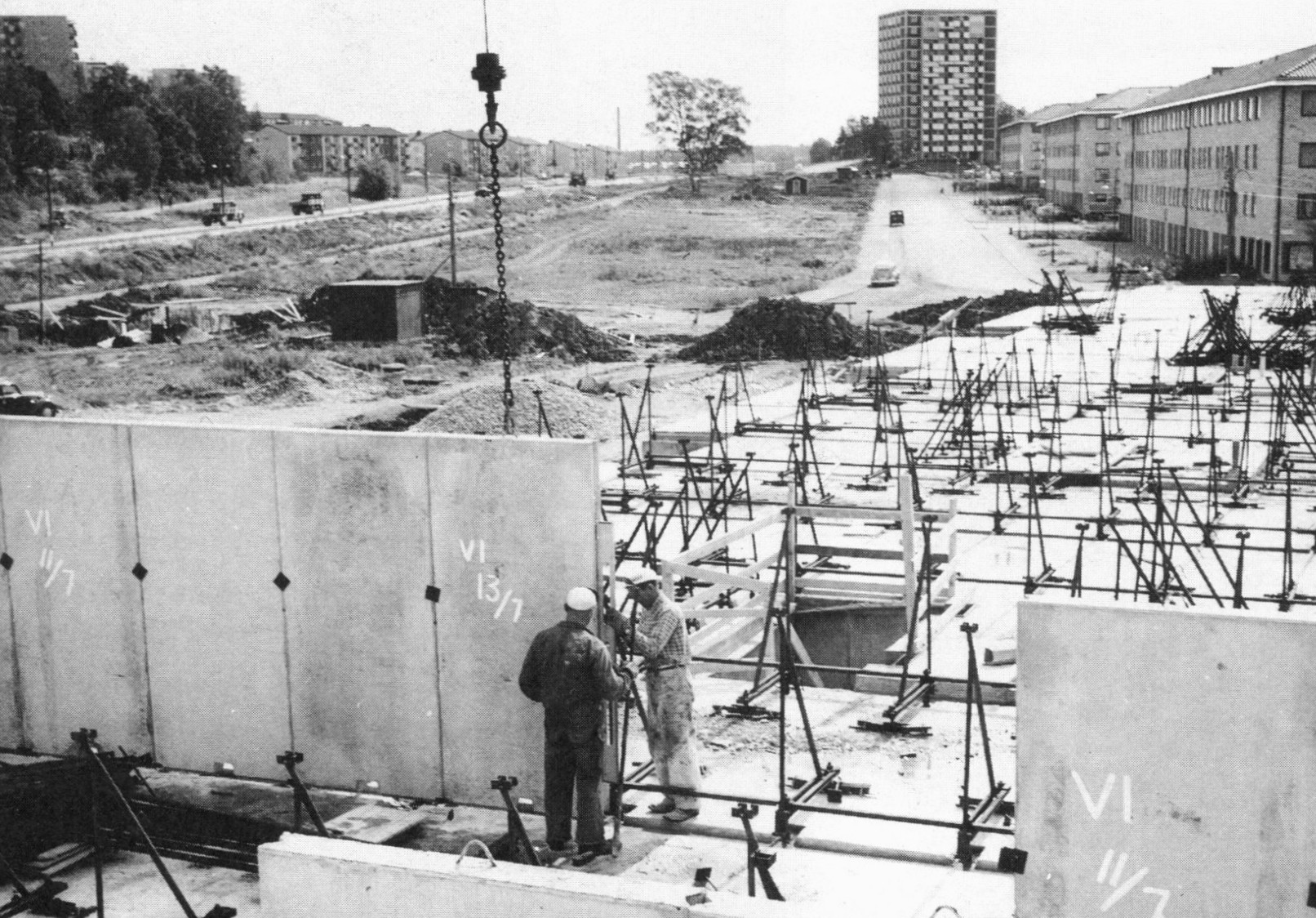
Bygge med betongelement, 1955.

Från mitten av 1950-talet tillämpades fabrikstillverkningens fördelar i allt större skala. Betongen för exempelvis grundläggningen blandades inte längre på byggarbetsplatsen utan levererades färdigblandad med betongbilar. Förtillverkade vägg- och takelement av betong producerades klimatskyddat på fabrik och lyftes sedan på plats av stora kranar. Ett av de första byggen efter denna metod uppfördes 1955 av Svenska Bostäder i Stockholmsförorten Grimsta. Jämför man en byggarbetsplats med traditionell tegelmurning, med en där prefabelement användes blir det tydlig att färre byggarbetare behövdes per arbetsplats. Det resulterade dock inte i stigande arbetslöshet i byggbranschen. 
Under efterkrigstidens byggboom behövdes många händer. I och med övergången från tegelmurning till nya byggmetoder avskaffades det traditionella säsongsarbete som gick från vår till höst. Nu kunde man bygga även på vintern, vilket uppmuntrades av den statliga bostadspolitiken. Byggets industrialisering innebar samtidigt en övergång från småskalig till storskalig som inträffade i början av 1960-talet och utvecklades under miljonprogrammet.
Småhusproduktionen av trähus var redan före kriget präglad av montagebyggen som ofta skedde efter typritningar och i självbyggeri. Ett av Sveriges största områden med en grupphusbebyggelse bestående av omkring 500 kedjehus började uppföras 1955 i Ella gård, Täby kommun. De byggdes av John Mattson som tillämpade en sorts löpandebandprincip. Husen är prefabricerade träbyggnader med fabrikstillverkade stommar som ställdes på en betongplatta direkt på mark. Stommen med tak restes på 17 timmar och tillverkningstakten blev två till tre hus per vecka. Produktionsmetoden var effektiv och billig. Priset för de första husen var 76 000 kronor, vilket motsvarar litet drygt 1,075 miljoner kronor 2018.

Historiska bilder
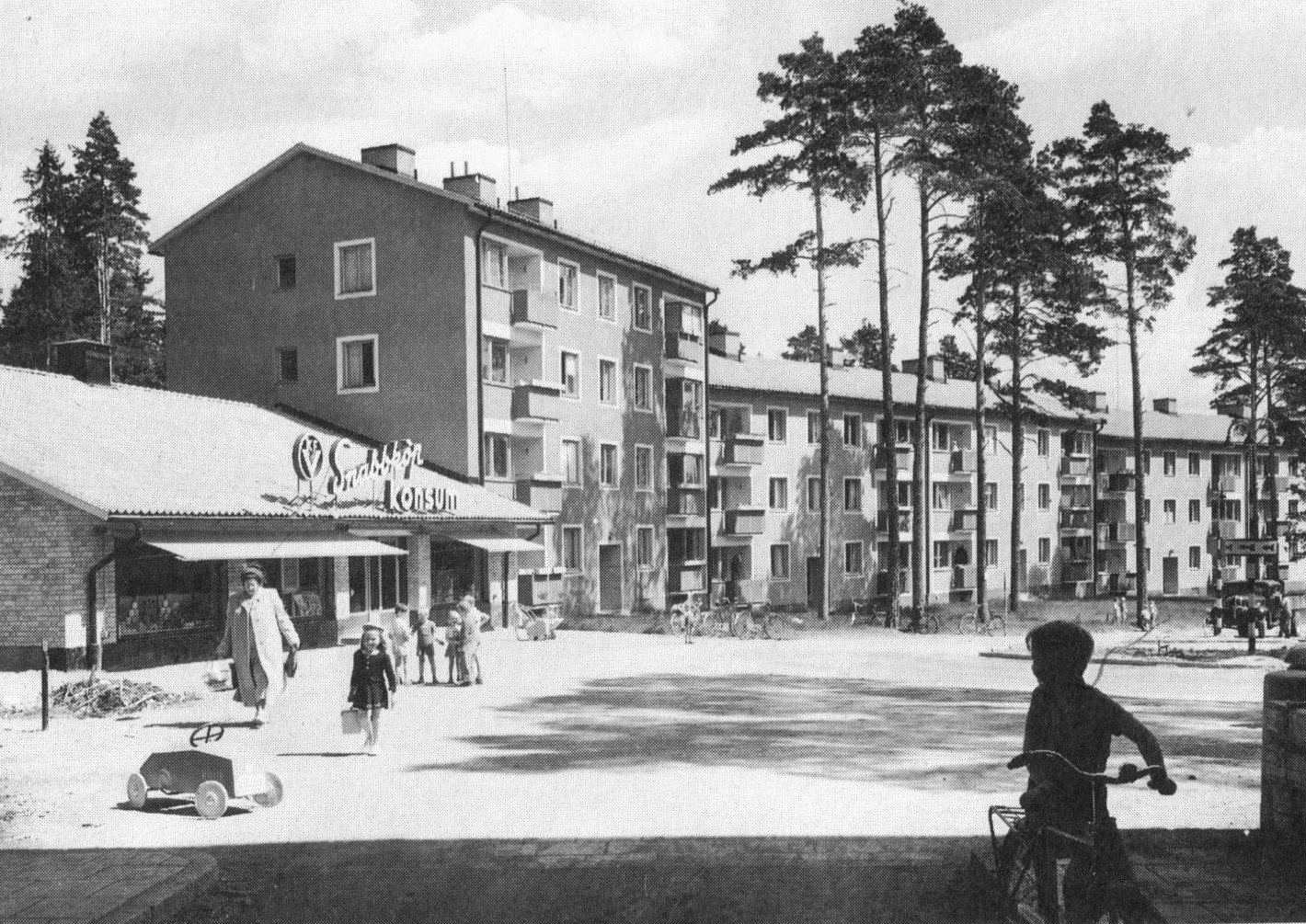
Skallberget, Västerås (1947).
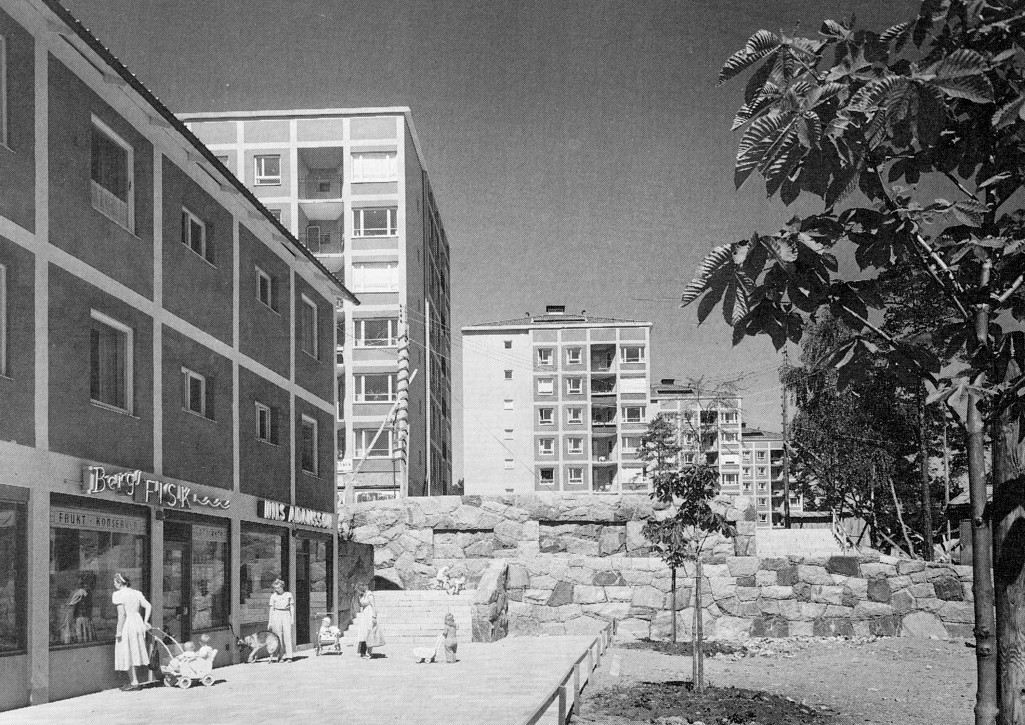
Kärrtorp, Stockholm (1955).
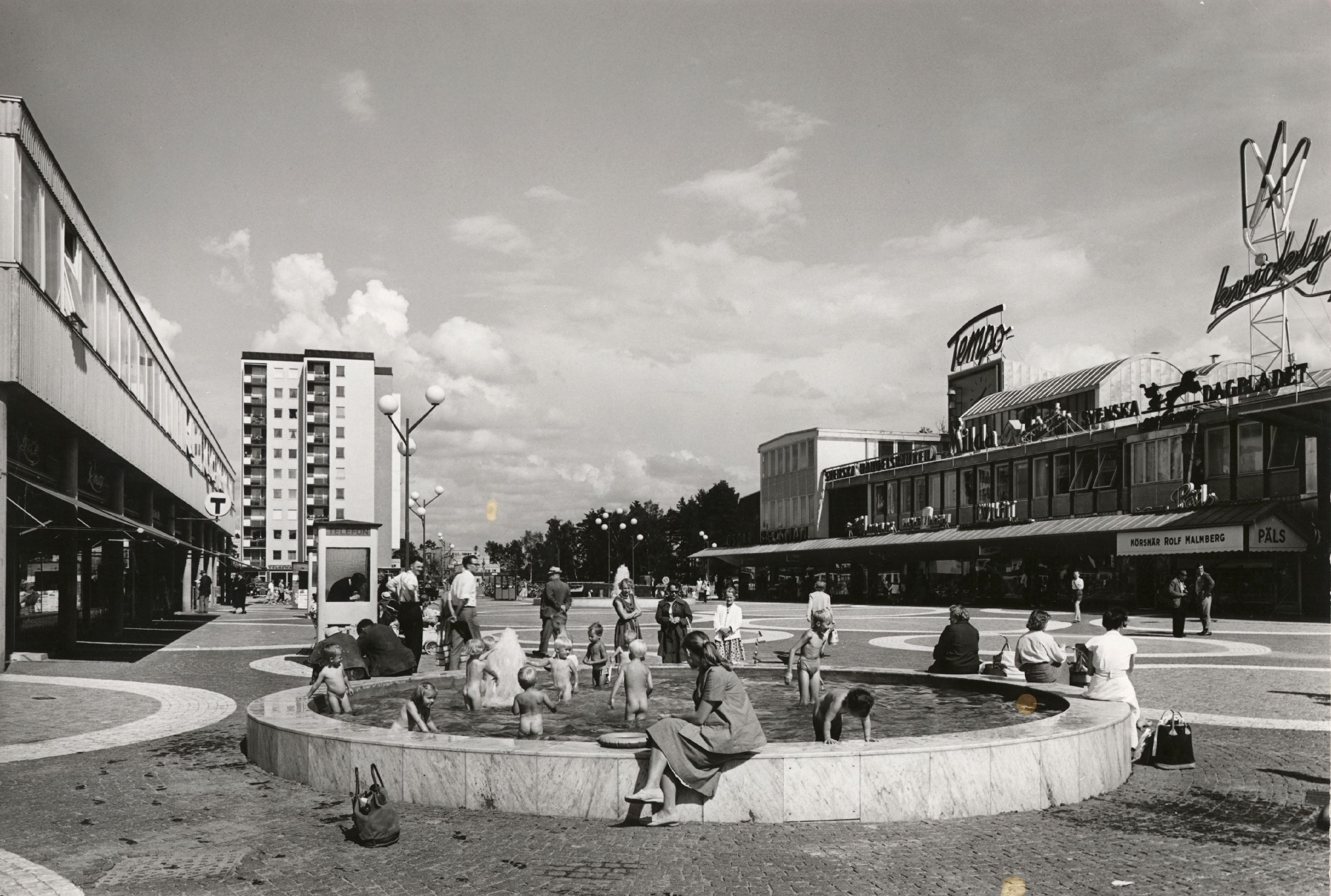
Vällingby centrum, Stockholm (1955).
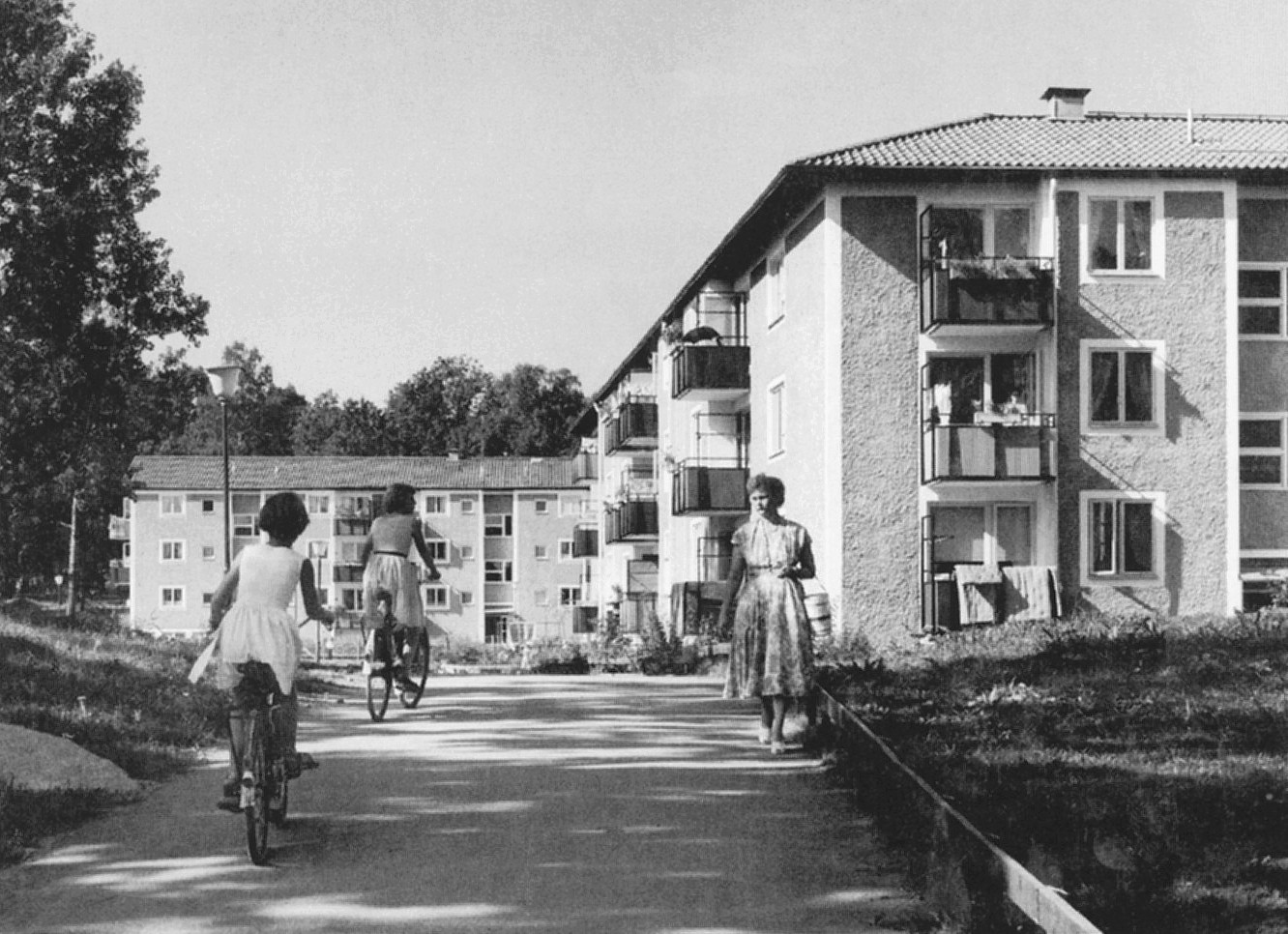
Baronbackarna, Örebro (1950-tal).
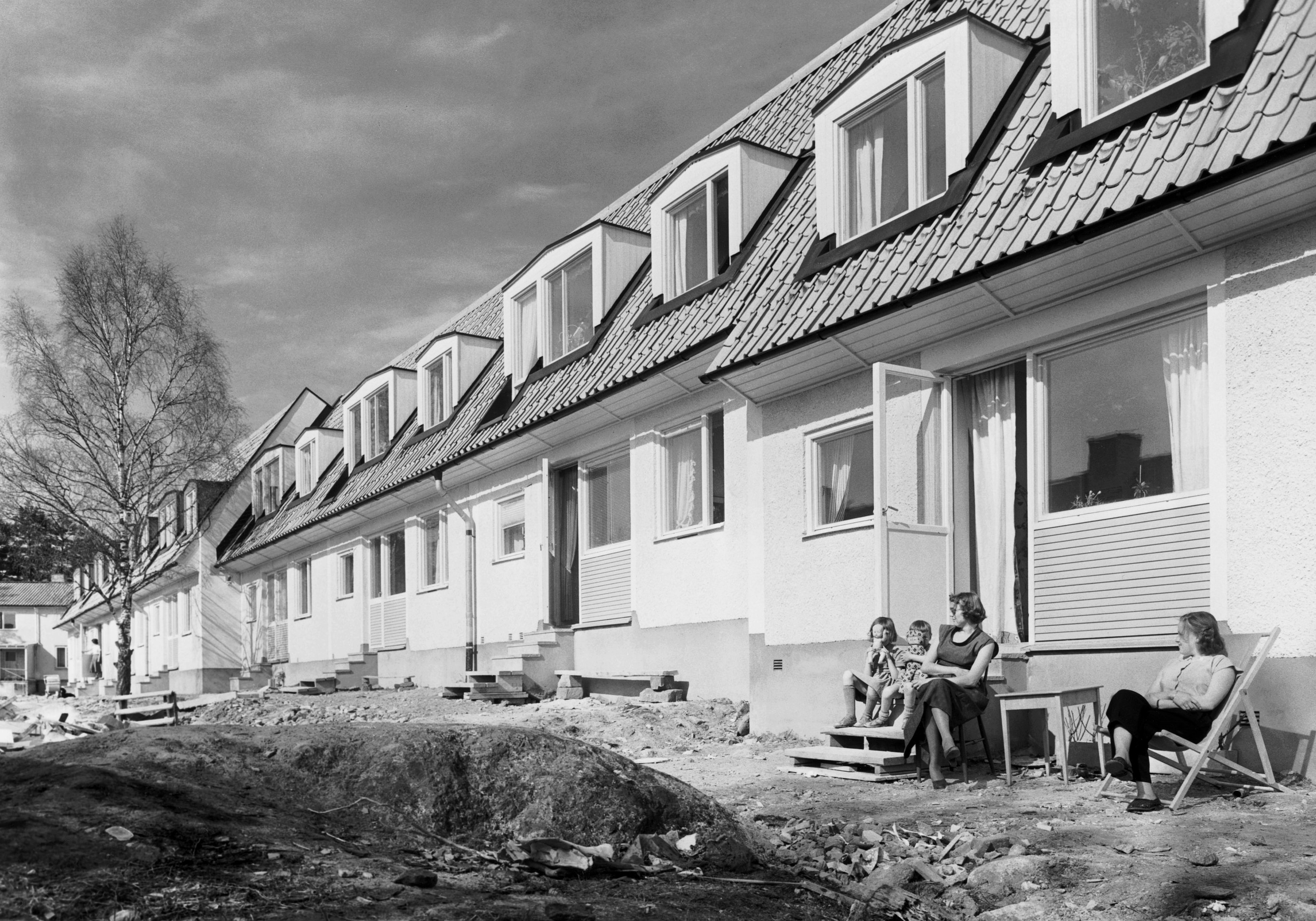
Skönstaholm, Stockholm (1952).

## Mottagande

### Intresset från utlandet

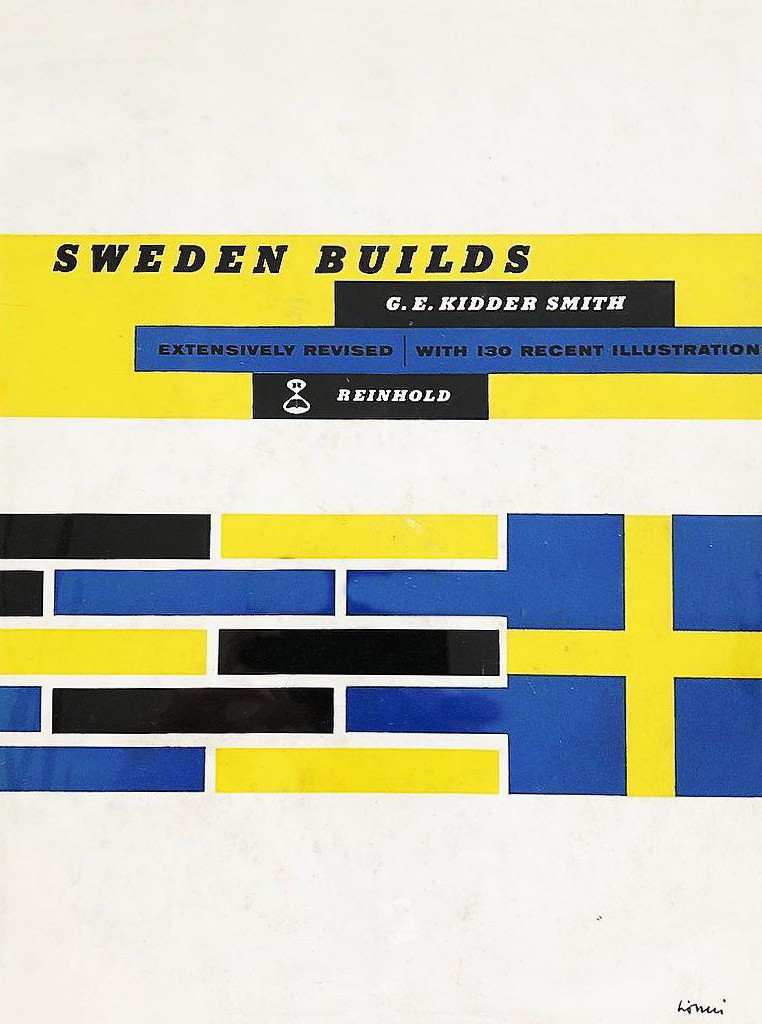
Sweden Builds av George Everard Kidder-Smith.

Bakgrunden till det utländska intresset för folkhemsarkitekturen var att Sverige hade klarat sig bra under andra världskriget och snabbt kunde återgå till vardagen. Nyproduktionen av bostäder låg nästan nere under kriget, men efter freden satte bostadsbyggandet igång med stor kraft. Politiker och arkitekter i de krigsdrabbade länderna i Europa var angelägna att få se goda exempel som skulle fungera för uppbyggnaden av de egna länderna, speciellt vad gällde bostäder. Många utländska arkitekter sökte arbetstillfällen i Sverige; de stannade några år och återvände sedan hem med idéer och metoder som de lärt sig. Under nästan alla tidigare tidsepoker hämtade svenska arkitekter inspiration utomlands, nu var det för första gången tvärtom.
I Storbritannien blev folkhemsarkitekturen ett eget begrepp som kallades The new Empiricism eller New Humanism and Welfare-State architecture. Uttrycket syftade på en typisk svensk arkitektur som bestod av bland annat empiriska studier av bostadsfunktioner och boendevanor, praktisk kunskap och den hantverksmässiga inhemska traditionen. Terränganpassning och samverkan med naturen var andra kvalitéer som var utmärkande för tidens svenska arkitektur och stadsplanering. Även de nya svenska bostadsnormerna blev till förebilder för omvärldens bostadsplanerare. Främst var det våra nordiska grannar som visade intresse men även i Storbritannien, Frankrike och Italien uppmärksammades de svenska bostadsnormerna. Det fanns även ett utbyte kring dessa frågor mellan Sverige och Jugoslavien, respektive Ungern.
I sin bokserie om olika länders arkitektur och byggproduktion efter kriget blev den amerikanske arkitekten George Everard Kidder-Smith en ambassadör för den svenska efterkrigsarkitekturen. Sweden Builds utkom 1957 och är en redogörelse för svenskt byggande från den äldre, traditionella arkitekturen fram till en utförlig presentation av Sveriges sociala folkhemsbyggande. Verket fick god spridning och uppföljdes efter några år av en nyutgåva där bland annat den nybyggda ABC-förorten Vällingby beskrevs utförligt.
Svensk efterkrigsarkitektur presenterades i utländska facktidskrifter och studiegrupper reste hit för att se svensk folkhemsarkitektur på plats. Huvudsakligen besöktes Stockholm, men även Göteborg och Malmö var av intresse. Åtminstone ett arkitektkontor, Backström & Reinius, hade i mitten av 1950-talet en heltidsanställd arkitekt som skulle visa utländska besökare runt. Vällingby centrum tilldrog sig därvid den största uppmärksamheten.
Svensk efterkrigsarkitektur berördes även i tyska Knaurs Lexikon der modernen Architektur från 1963. Författaren anser där att den svenska arkitekturen blivit provinsiell (die schwedische Architektur wurde provinziell) efter kriget men konstaterade samtidigt att arkitekternas ”romantisering” i vissa fall ledde till anmärkningsvärda resultat (bemerkenswerte Resultate). Som exempel anförs bland annat Backström & Reinius stjärnhus i Gröndal och Vällingby centrum.

### Kritik
Det nya formspråket hyllades inte av alla utan vållade även kritik i arkitektkåren. En som fick utstå mycket skäll var Gunnar Leche, stadsarkitekt i Uppsala. Om hans bostadsområde Tuna Backar menade den renlärige funktionalisten Nils Ahrbom: ”Vill man se de flesta av 40-talsarkitekturens meningslösheter koncentrerade till en plats och förvånas över dess stundom hysteriska lekfullhet, bör man bege sig till Tuna Backar i Uppsala. Det blir en oförglömlig utflykt”. Ahrbom tyckte även att Backström & Reinius färgsättning av Rostaområdet tillhörde ”skräckexemplen”. Gotthard Johansson, konstkritiker i Svenska Dagbladet, gillade inte bröderna Ahlséns mönstermålade fasader i Årsta centrum och Sickla strand. Arkitekten Sven Silow tog avstånd från 1940-talets ”idylliska” folkhemsarkitektur och betecknade den som ”sentimental historismus”. Kritikerna var oroliga för att tappa modernismens landvinningar som ansågs vara progressiva och utvecklande för samhället så som det 1931 hade manifesterats i debattboken acceptera.

## Folkhemsbyggens slutfas
I slutet av 1950-talet hade mycket av grannskapsenhetens idéer försvunnit och ”grannskapsfolket” betedde sig inte så som teoretikerna hade tänkt sig. Ambitionen att bygga bort trångboddhet och bostadsbristen infriades inte heller. Kring 1960 var bostadsbristen i Sveriges storstäder fortfarande skriande. 1957 var Sveriges bidrag till internationella byggutställningen Interbau i Västberlin definitivt inte präglat av småskalig folkhemsarkitektur. Jaenecke & Samuelsons så kallade Schwedenhaus från utställningen blev ett monumentalt skivhus i tio våningar som visade hur man i Sverige skulle gestalta den moderna efterkrigsarkitekturen som i Tyskland kallades Nachkriegsmoderne (efterkrigsmodernism). Den småskaliga folkhemsarkitekturen avlöstes i mitten av 1960-talet av miljonprogrammets storskaliga byggnader, ofta med höghus och med industriellt förtillverkade byggnadselement som ställdes på tomter där den befintliga vegetationen hade tagits bort.

## Folkhemmets bostäder idag

### Värdefullt kulturarv

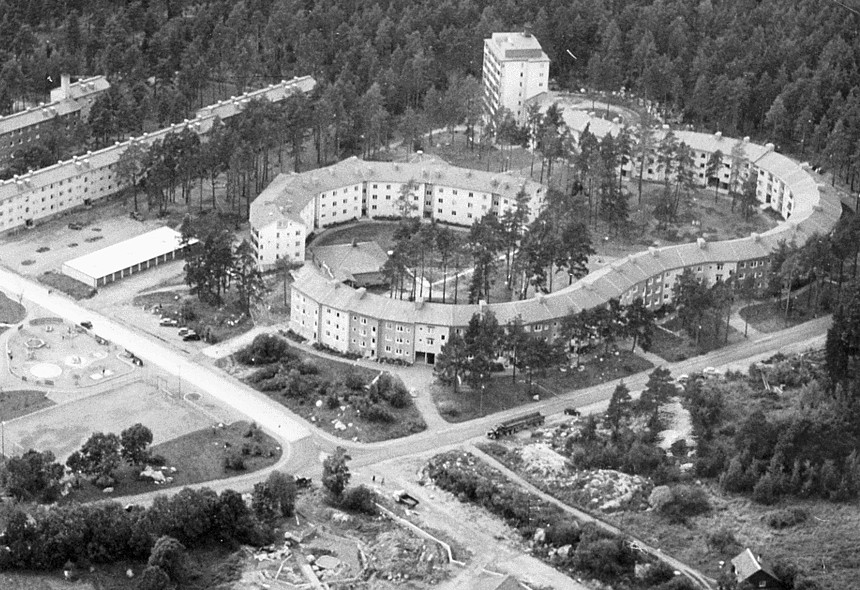
Bostadsområdet Krumeluren i Västerås från 1956 fick 1995 stadsarkitektkontorets byggnadspris för varsam upprustning.

Under folkhemsperiodens 15 år uppfördes knappt 900 000 nya bostäder, vilket motsvarade en ökning med nästan 50 procent jämfört med bostadsbeståndet 1945 som då uppgick till totalt 2 miljoner bostäder. Nettotillskottet blev dock mindre på grund av omfattande rivningar av äldre bostäder. År 2017 var folkhemsbyggens andel fortfarande knappt 20 procent av det totala bostadsbeståndet i Sverige. Därtill kom ett stort antal skolor och centrumanläggningar. Det är nästan lika mycket som producerades under miljonprogrammet. 
Många av folkhemsperiodens bostadsområden betraktas idag av sina kommuner som kulturhistoriskt värdefulla. I Stockholm är det Stadsmuseet som ansvarar för att lokalisera och definiera bebyggelsens kulturhistoriska värden. Folkhemsperiodens bostadsområden är i regel blå- respektive grönmärkta, vilket innebär "synnerligen höga kulturhistoriska värden" respektive "särskilt värdefull från historisk, kulturhistorisk, miljömässig eller konstnärlig synpunkt".
Enligt arkitekt Eva Rudberg, arkitekturskribent och forskare vid Arkitektur- och designcentrum, hotas bostadsbeståndet från denna period av okänsliga ombyggnader. Anledning är ofta bristande kunskap om de höga estetiska värden som folkhemsarkitekturen förde med sig. Hon menar bland annat att "... det finns en omtanke och eftertanke i detta folkhemmets byggande som inte gör mycket väsen om sig, men som har kvaliteter som man bör värna om och som man har mycket att lära av".

### Folkhemsarkitektur, exempel

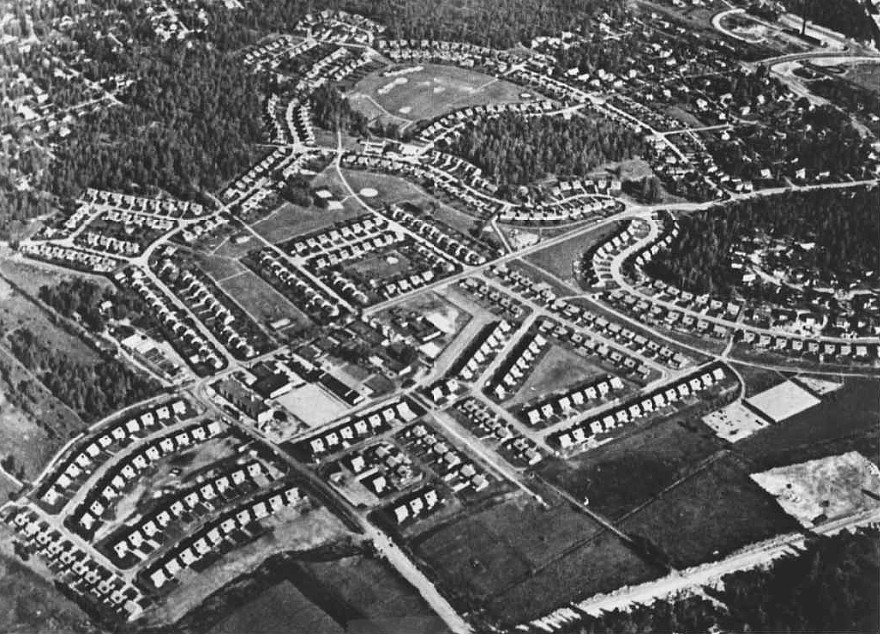
Ella gårds kedjehus byggdes mellan 1955 och 1970. Flygfoto från 1968.

Bland de första förorterna som utformades enligt efterkrigstidens folkhemsarkitektur var stadsdelen Gröndal i Stockholm, byggd från och med 1944 av Olle Engkvist efter ritningar av Backström & Reinius. Gröndals stjärnhus och Gröndals terrasshus blev särskild lyckade exempel för folkhemsbyggen. Årsta centrum i Stockholm som uppfördes mellan 1945 och 1954 är ett annat uppmärksammat exempel. Det planerades av Uno Åhrén för Svenska Riksbyggen och ritades av arkitekterna Erik Ahlsén och Tore Ahlsén.
Bostadsområdet Krumeluren vid Narvavägen i Västerås från tidiga 1950-talet är också ett skolexempel på den folkhemsarkitektur som med sina bostadssociala ambitioner månade om de boendes bästa. Här fanns direkt från början barnstuga och kvartersbutik. Husen är ritade på HSB:s arkitektkontor av det finska arkitektparet Martta Martikainen-Ypyä och Ragnar Ypyä. När HSB 1954 presenterade sina byggnadsprojekt runt om i Sverige i bokform var det Krumeluren som fick representera Västerås.
Till goda representanter för folkhemsarkitekturen hör även flera rad- och kedjehusområden som uppfördes under efterkrigstiden. Bland dem märks särskild radhusområdet Skönstaholm från 1952, som framhålls av arkitekturhistoriker som ett av Sveriges finaste exempel på folkhemsarkitektur. Skönstaholm ritades av arkitekterna Erik F. Dahl och Nils Sterner. Den senare var chefsarkitekt på husbyggnadsavdelningen vid Stockholms fastighetskontor mellan 1945 och 1966. Han hedrades 1972 med Samfundet S:t Eriks plakett för sina insatser för staden. Efter Dahls ritningar uppfördes ungefär samtidigt med Skönstaholm ett annat uppmärksammat bostadsområde: Vivstavarvsvägens radhusområde i Stockholmsförorten Stureby som enligt Stadsmuseet i Stockholm representerar "synnerligen höga kulturhistoriska värden".
Under perioden tillkom även småhusområdet Ella gård i Täby kommun. Här byggdes mellan 1955 och 1970 omkring 500 kedjehus. Stadsplanen upprättades av Bengt Gate och var ett uttryck för grannskapsidealen. Byggmästaren var John Mattson. Ella gård blev hans första storbygge och skulle bli mönsterbildande. Bebyggelsen placerades i oregelbundna grupper längs slingrande vägar och avbröts genom lek- och parkområden. Husen var prefabricerade och ritades av arkitekt Carl Erik Fogelvik, en av medgrundarna av arkitektkontoret FFNS.
Ytterligare exempel i urval:

(I alfabetisk ordning)

- Atlantisområdet (1952–1955), Stockholm.
- Augustenborg (1948–1952), Malmö.
- Bandhagen (1952–1954), Stockholm.
- Baronbackarna (1951), Örebro.
- Berghem (1950–1960), Umeå.
- Blackeberg (1951–1958), Stockholm.
- Danviksklippans punkthus (1940–1945), Stockholm.
- Friluftsstaden (1942–1948), Malmö.
- Fruängen (1955–1960), Stockholm.
- Guldhedstorget (1945), Göteborg.
- Gyttorp (1945–1955), Nora.
- Högdalen (1951–1956), Stockholm.
- Hökarängen (1946–1954), Stockholm.
- Järnbrott (1951–1954), Göteborg.
- Klubbacken (1942–1945), Stockholm.
- Knektåsen (1947), Karlskoga.
- Kärrtorp (1948–1951), Stockholm.
- Malmudden (1948–1950), Luleå.
- Mellanheden (1953), Malmö.
- Nockeby familjehotell (1952), Stockholm.
- Persborg (1955–1959), Malmö.
- Pilelyckan (1947), Lund.
- Planetstaden (1957–1958), Lund.
- Rastvägens radhusområde (1948–1950), Stockholm.
- Radiohusen (1957–1958), Stockholm.
- Riksrådsvägens radhusområde (1953–1956), Stockholm.
- Rosta (1947–1951), Örebro.
- Råcksta (1950–1951), Stockholm.
- Sala backe (1950–1943), Uppsala.
- Sickla strand (1947–1948), Nacka.
- Slottshöjden (1946–1947), Helsingborg.
- Solberga (1950–1955), Stockholm.
- Terrasshuset, Gröndal (1949–1951), Stockholm.
- Torsvikshöjden (1944-1950), Lidingö.
- Tuna backar (1947–1950), Uppsala.
- Vivstavarvsvägens radhusområde (1950–1952), Stockholm
- Vällingbyhöjden (1950-tal), Stockholm.
- Västertorp (1949–1954), Stockholm.

Folkhemsperiodens flerbostadshus (urval)
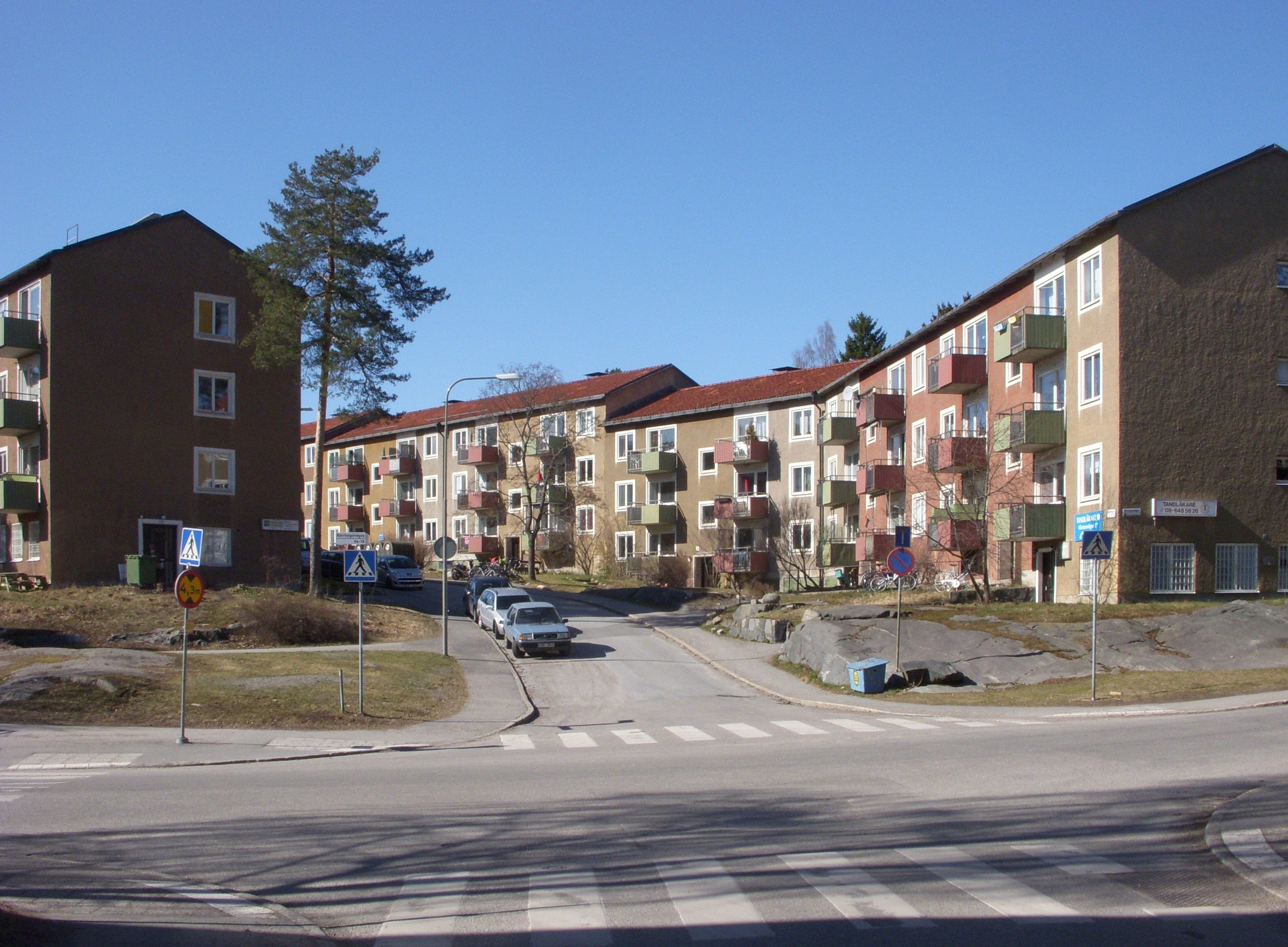
Kärrtorp.
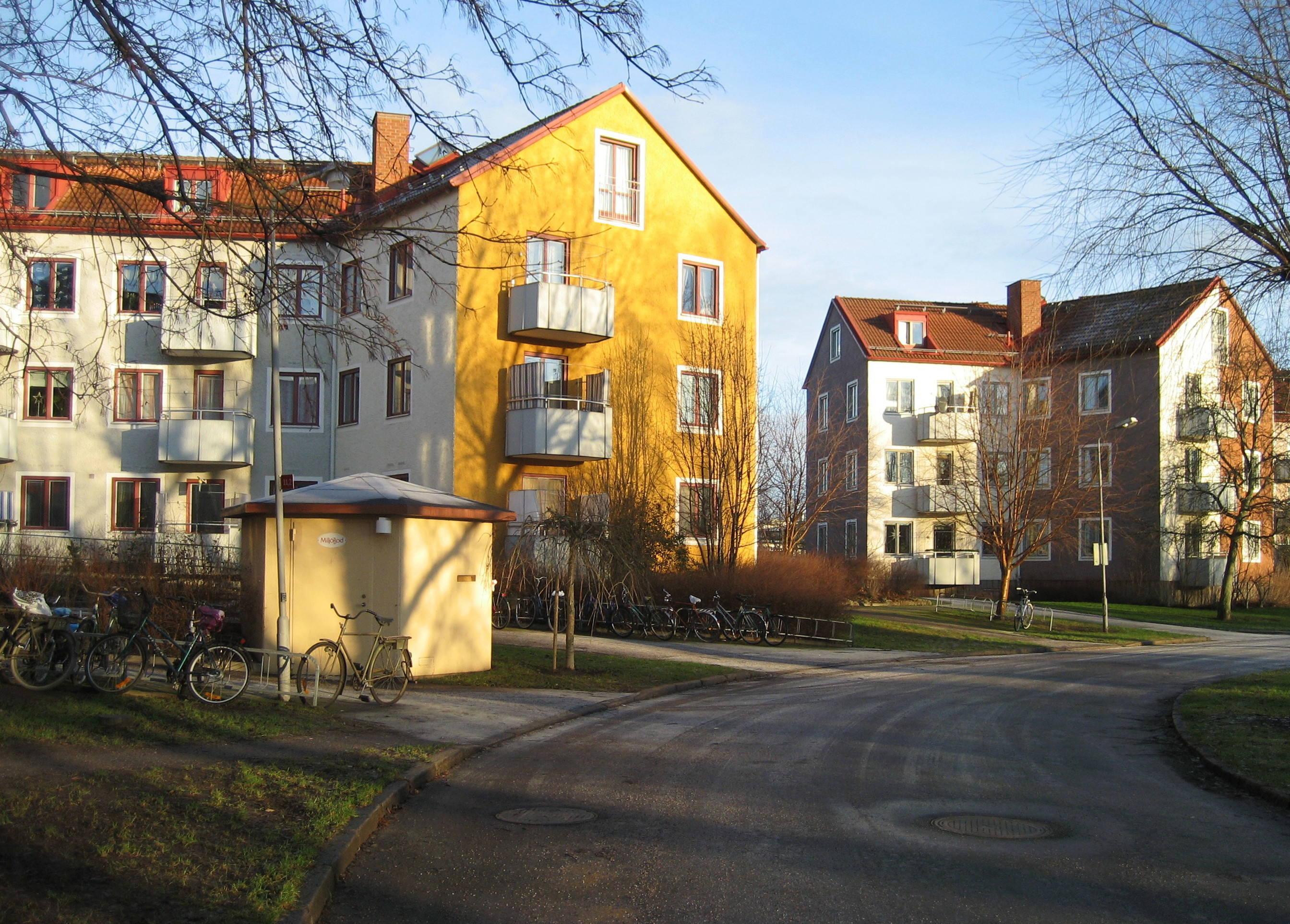
Rosta.
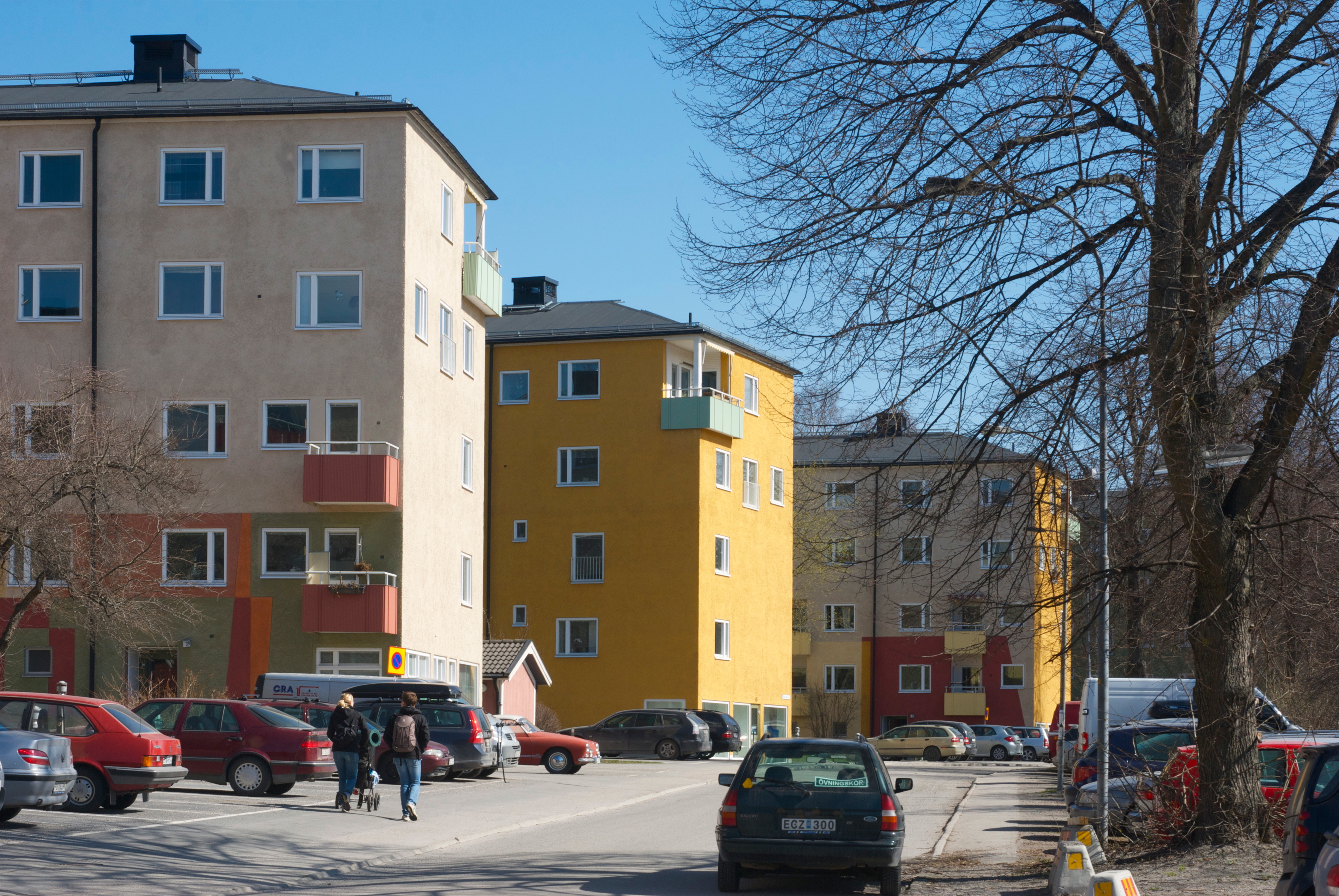
Sickla strand.
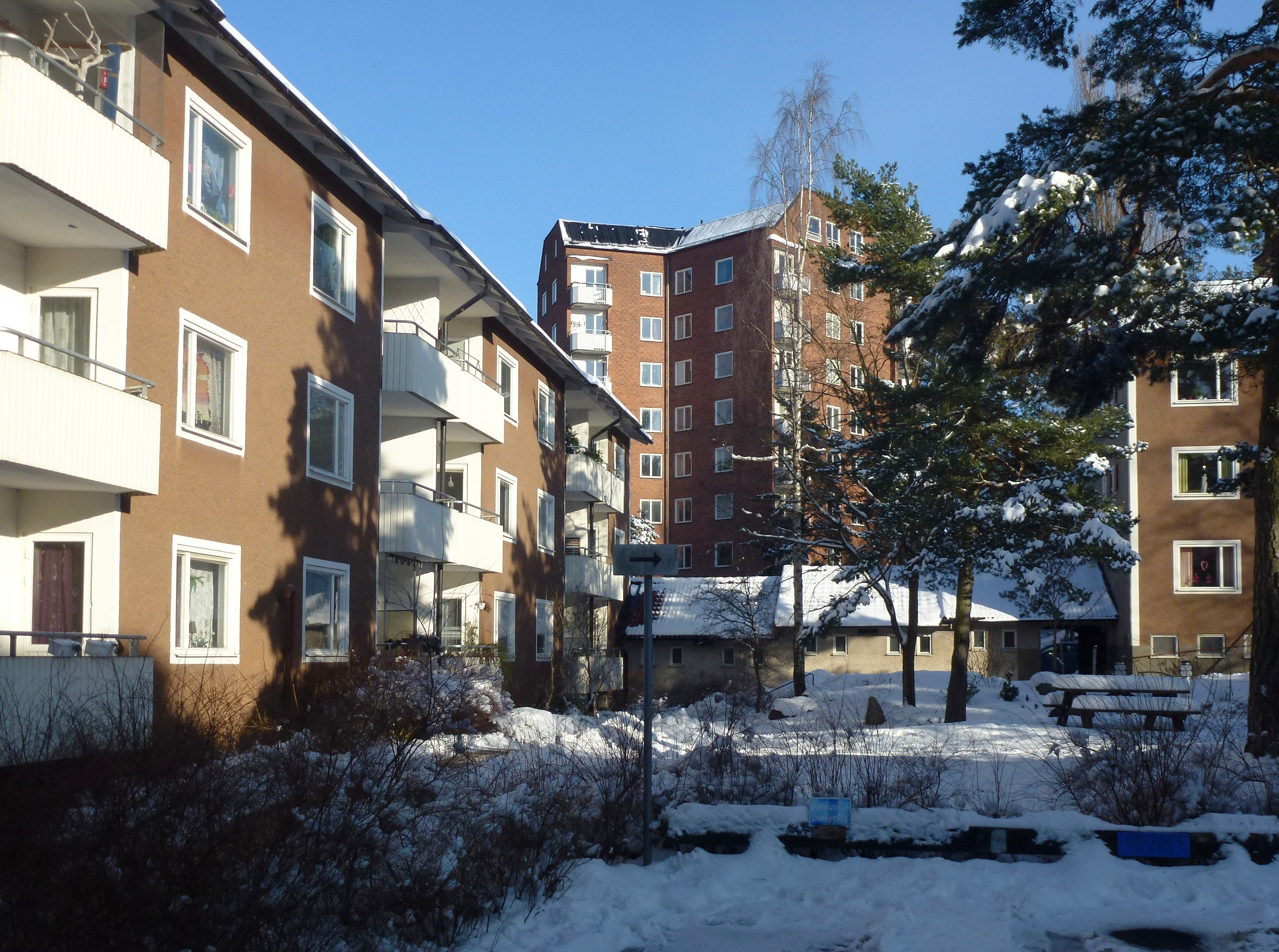
Västertorp.
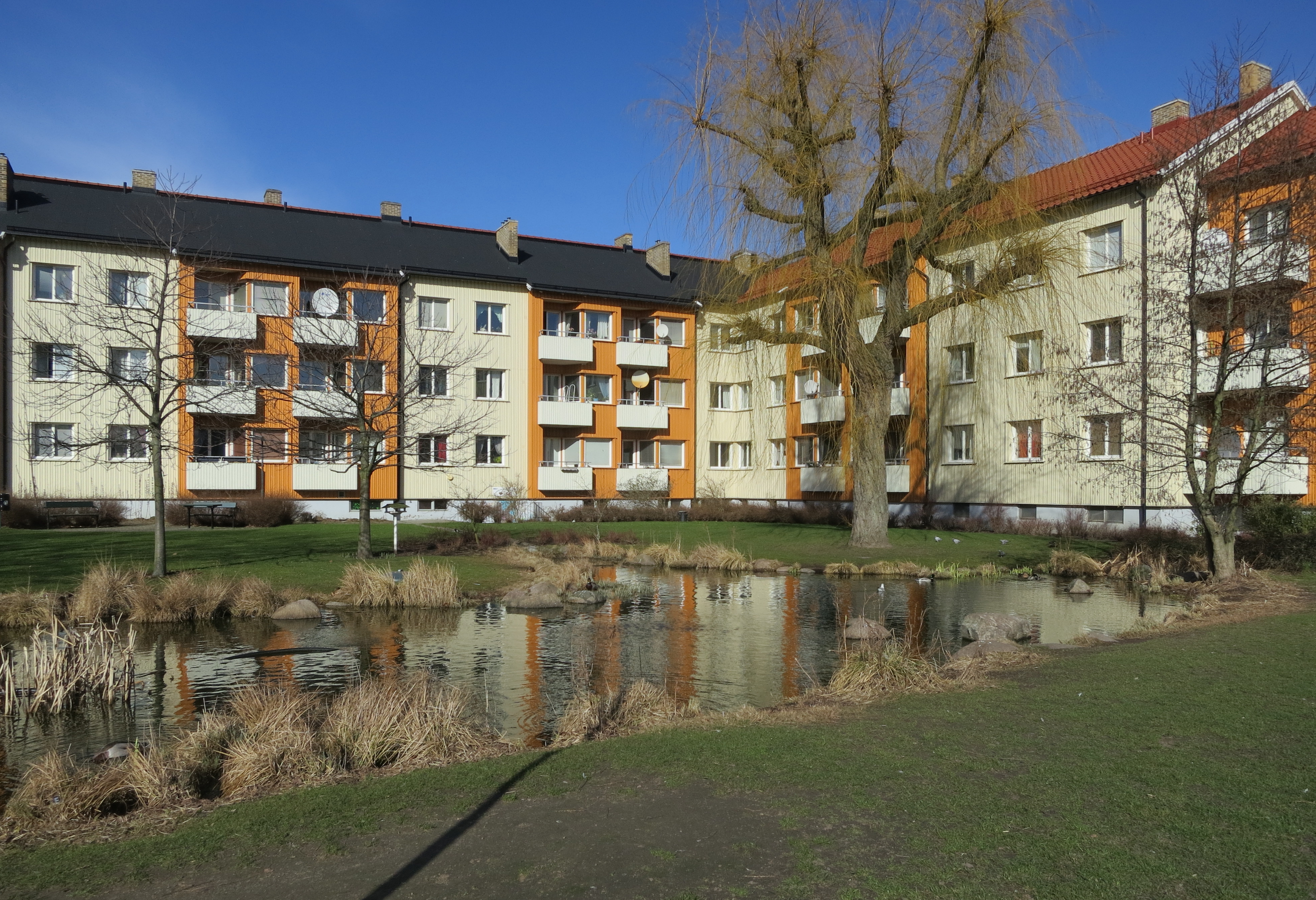
Augustenborg.

Folkhemsperiodens rad- och kedjehus (urval)
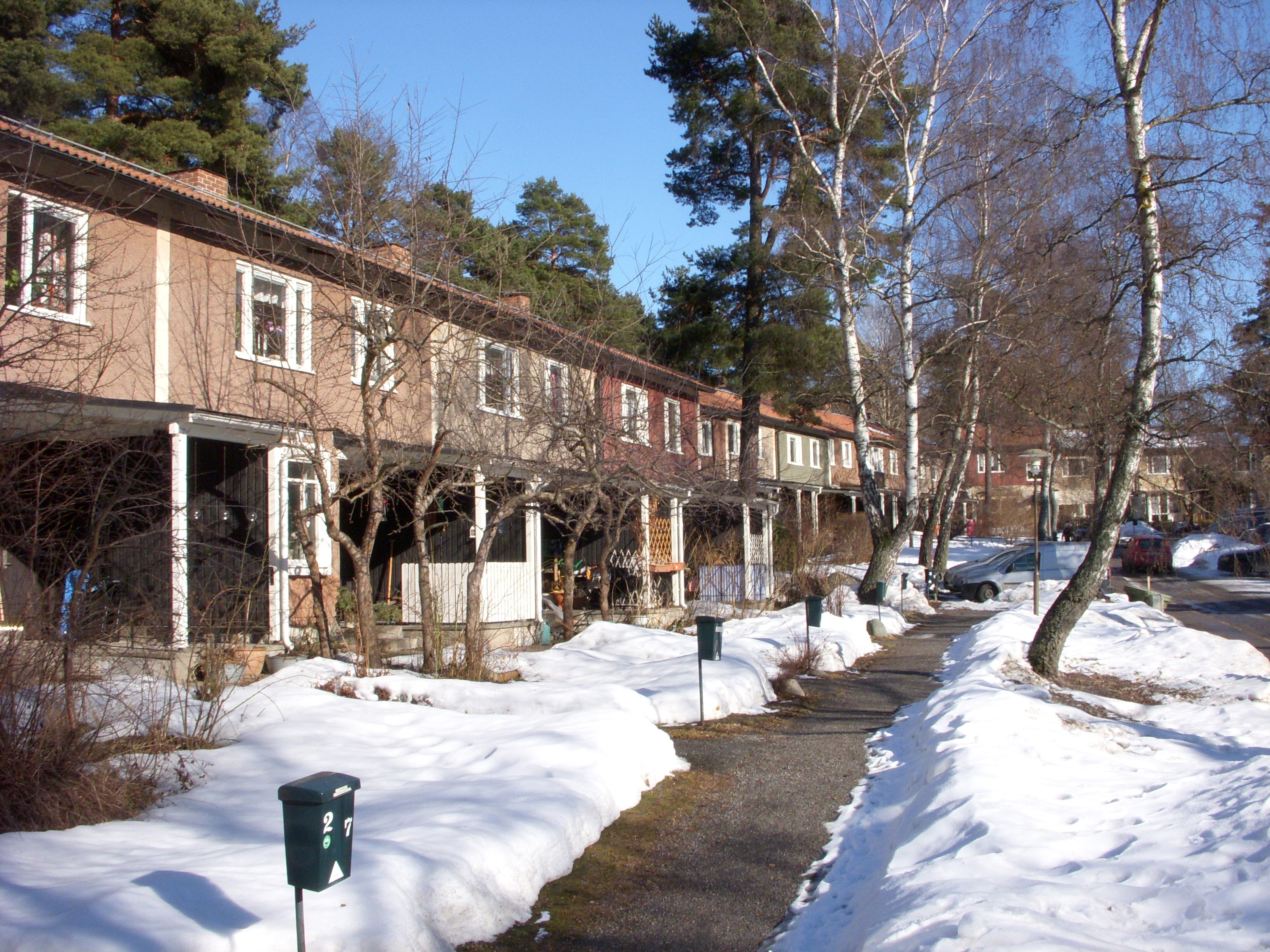
Skönstaholms radhus.
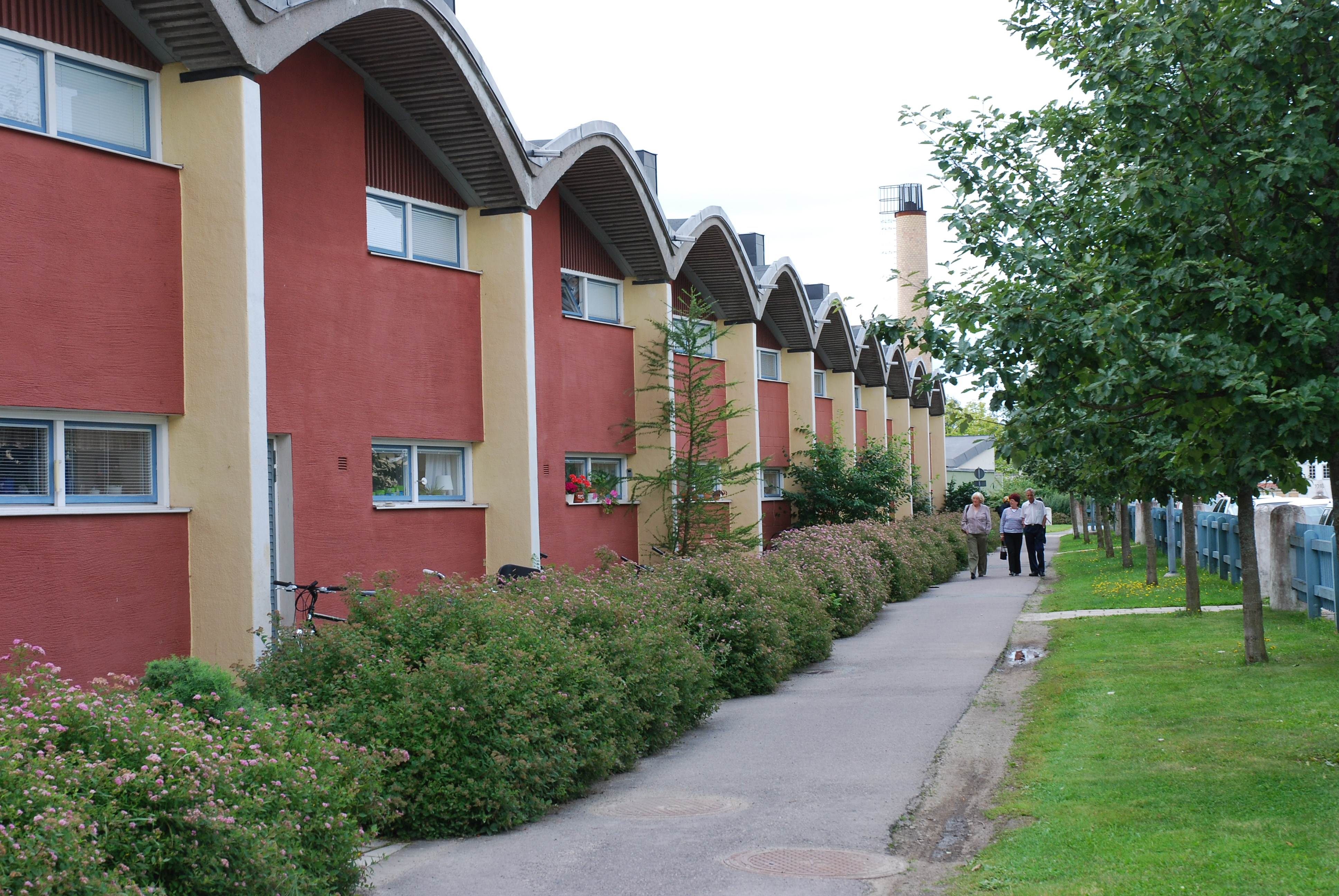
Gyttorp.
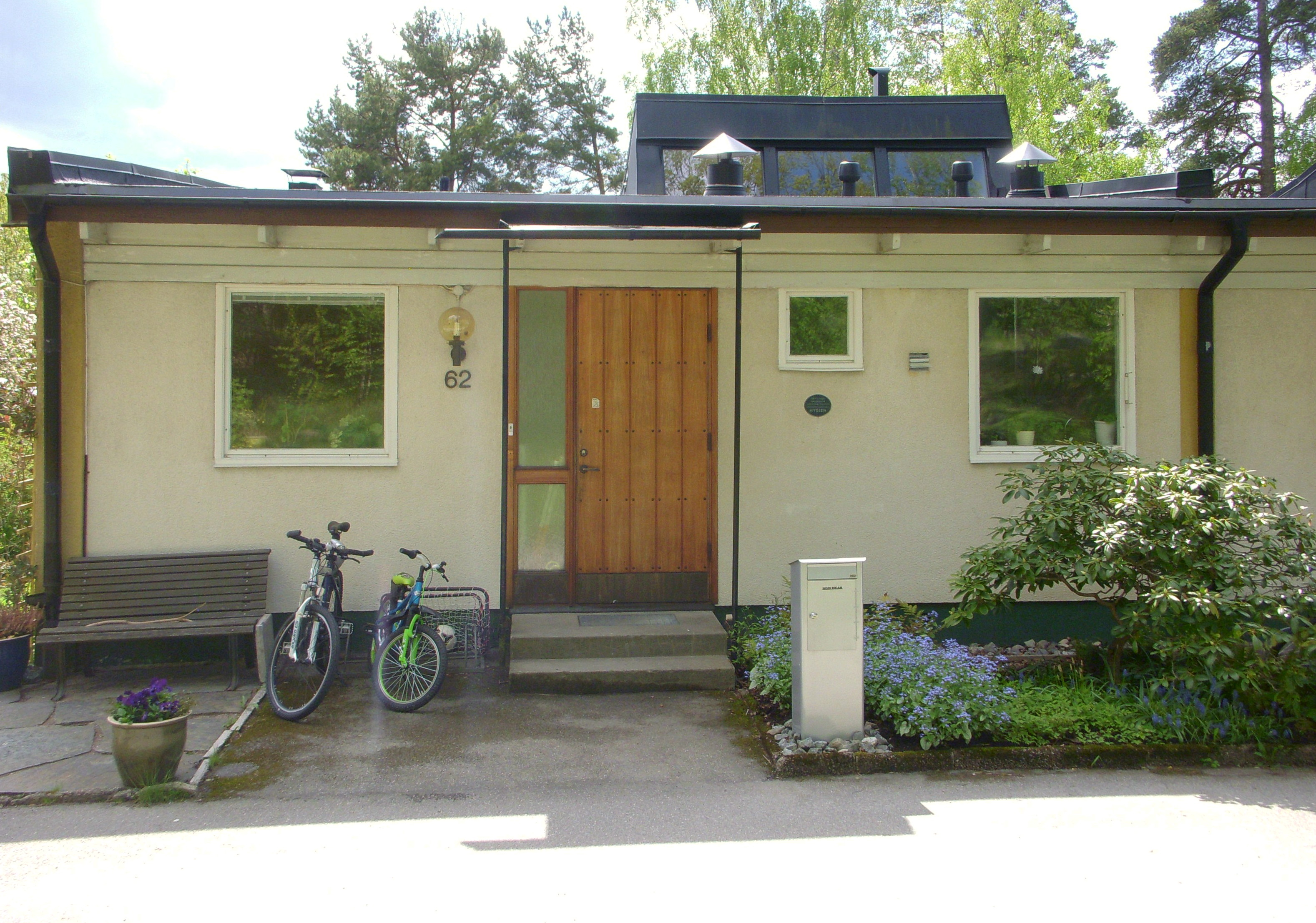
Radiohusen.
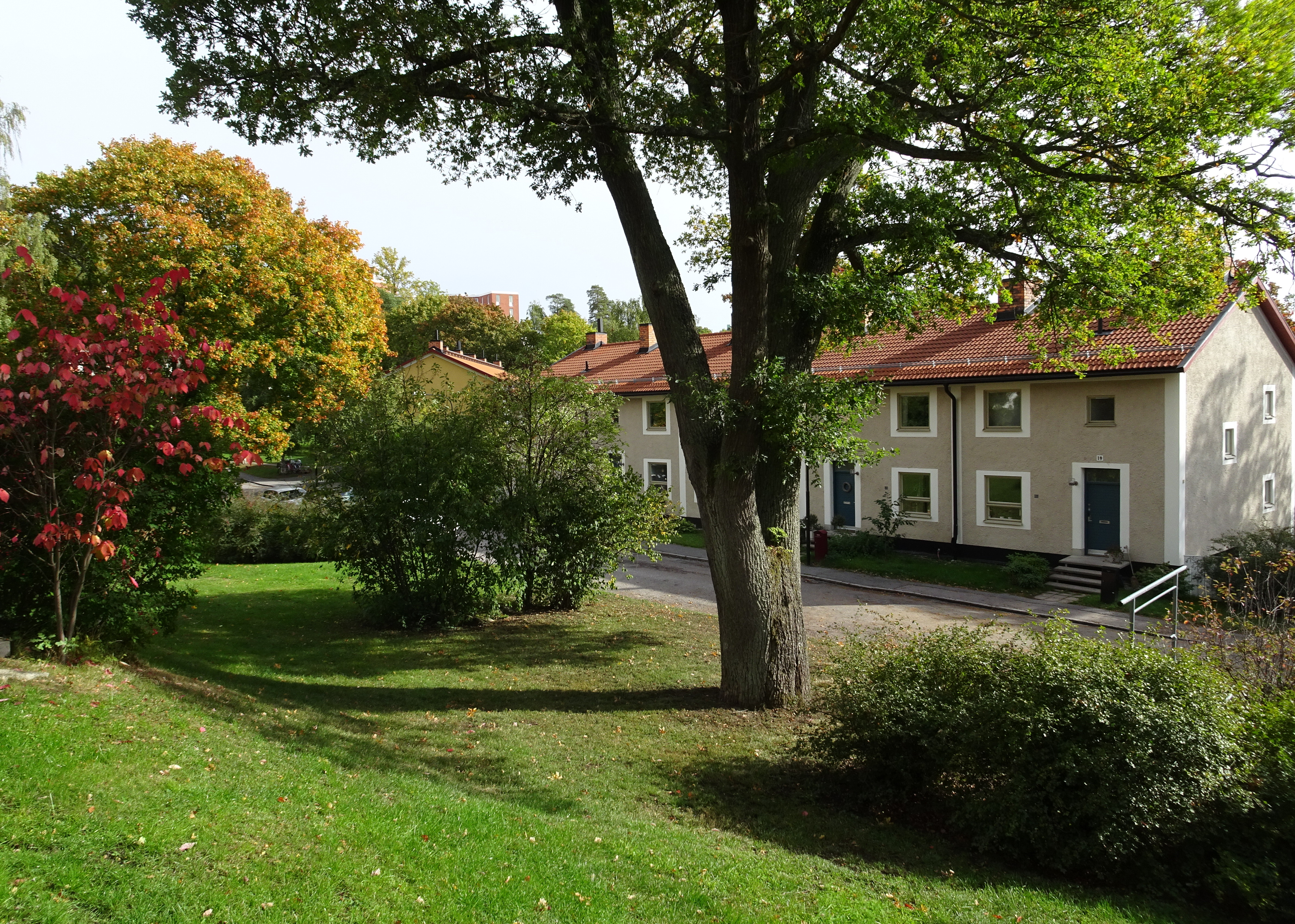
Rastvägens radhusområde.
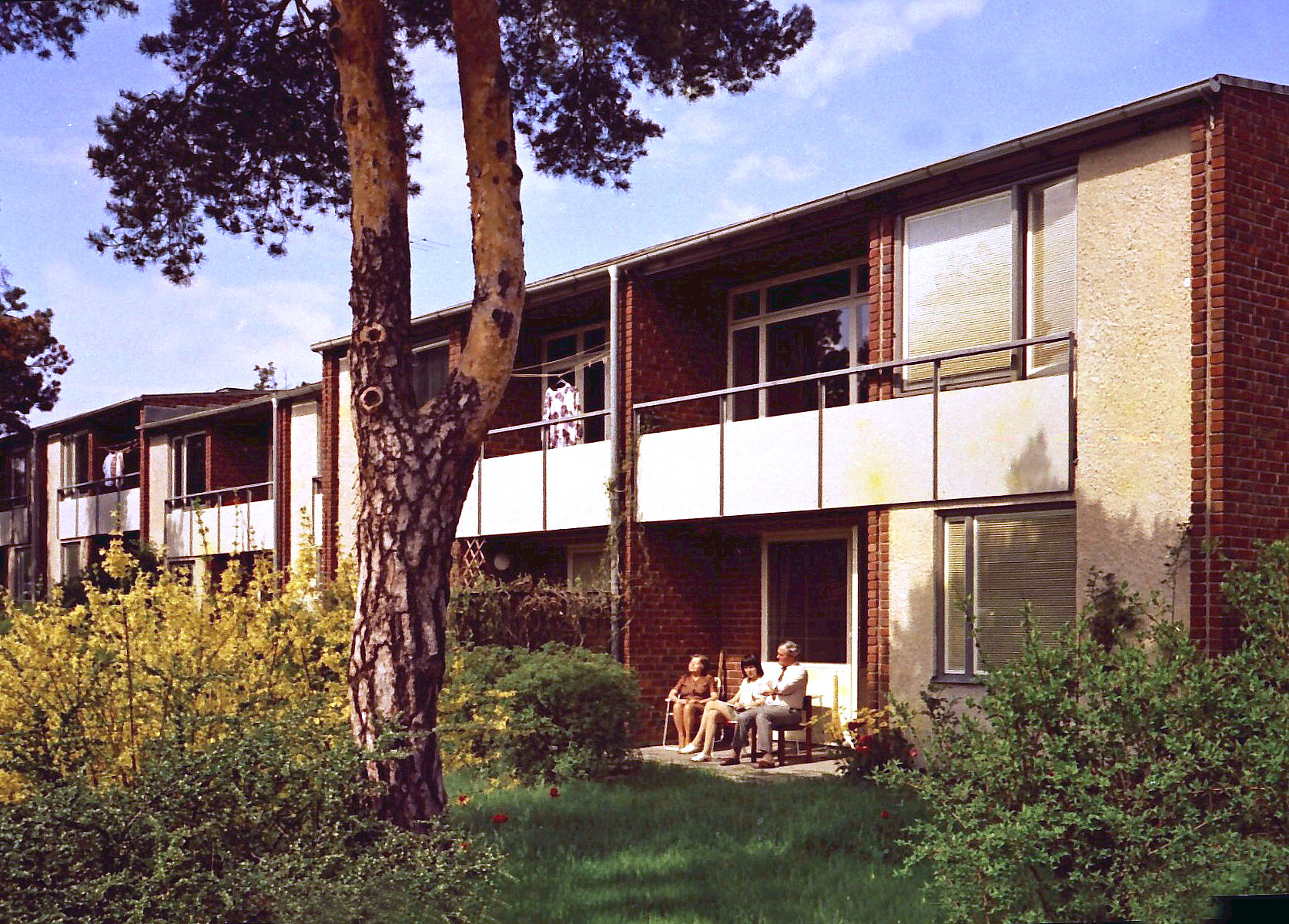
Riksrådsvägens radhusområde.